# Kane
Glenn Thomas Jacobs (Torrejón de Ardoz, 26 de abril de 1967) es un político, actor y luchador profesional. Es conocido por haber trabajado para la empresa World Wrestling Federation (actualmente, WWE), donde se presentó bajo los nombres de Isaac Yankem, Fake Diesel y finalmente Kane. Lleva trabajando para dicha empresa desde 1995 hasta la actualidad. En 2018 fue elegido alcalde del condado de Knox y asumió su cargo el 1 de septiembre de 2018, siendo reelegido el 4 de agosto del 2022, para un segundo periodo.
Entre sus logros se destacan tres Campeonatos Mundiales: uno como Campeón de la WWF, uno como Campeón Mundial de Peso Pesado y uno como Campeón de la ECW, siendo el primer luchador que ha conseguido los tres títulos máximos de la WWE, además de CM Punk y Big Show. También fue dos veces Campeón Intercontinental, una vez Campeón 24/7 de la WWE, una vez Campeón Hardcore, dos veces Campeón en Parejas de la WWE, nueve veces Campeón Mundial en Parejas y una vez Campeón Mundial en Parejas de la WCW. También es el octavo Campeón de las Tres Coronas. Además fue el ganador del SmackDown! Money in the Bank en 2010 y posee el récord con más eliminaciones de participantes en el Royal Rumble, con un total de 43, superando así el antiguo récord de 39 eliminaciones de Shawn Michaels. Sin embargo, nunca ha podido ganar este certamen. En el año 2021, fue inducido al Salón de la Fama de WWE.

## Biografía
Jacobs nació en la ciudad española de Torrejón de Ardoz de una familia de la Fuerza Aérea de los Estados Unidos que estaba estacionada en España en el momento de su nacimiento. Creció cerca de San Luis, Misuri y asistió a la escuela secundaria en Bowling Green, Misuri, donde se destacó en el fútbol y el baloncesto.
Jacobs estudió una licenciatura de literatura inglesa en la Universidad Estatal del Nordeste de Misuri (actualmente denominada Universidad Estatal Truman), donde además practicó tanto fútbol americano como baloncesto. Está casado con Crystal Maurisa Goins desde el 23 de agosto de 1995. Juntos tienen dos hijos. Jacobs también está involucrado en cuestiones políticas, y publica sus puntos de vista a través de un blog. Apoyó a Ron Paul en su candidatura a la presidencia de los Estados Unidos de 2008. Es miembro del Proyecto Estado Libre, y participó en 2009 en New Hampshire en el Foro de la Libertad de la organización. También se ha pronunciado en el Instituto Ludwig von Mises.
En una entrevista en el podcast libertario Tom Woods, Show, Jacobs mencionó a Woods, Harry Browne, Ron Paul, John Stossel, Peter Schiff, y Murray Rothbard como sus influencias políticas, y afirmó que es "teóricamente un rothbardiano", pero no cree que una sociedad sin Estado se pueda conseguir en su vida. Algunos grupos del Tea Party intentaron reclutar a Jacobs para que se presentase a la elección al senado estadounidense de 2014 en el estado de Tennessee por el Partido Republicano, luchando en las primarias republicanas contra el senador Lamar Alexander.
Fuera de la lucha libre, Jacobs ha trabajado como asegurador y como profesor de literatura.

## Carrera como luchador profesional

### Inicios
Jacobs comenzó su carrera como luchador profesional en 1992. Primero fue conocido como Angus King, al debutar en la zona de San Luis. Posteriormente se trasladó al sur y comenzó a luchar como The Christmas Creature y Doomsday, apareciendo en la United States Wrestling Association (USWA) y la World Wrestling Council (WWC) en Puerto Rico. También compitió en Japón con la promoción Pro Wrestling Fujiwara Gumi bajo su nombre real.

### Smoky Mountain Wrestling (1995)
Jacobs debutó en la Smoky Mountain Wrestling (SMW) utilizando el nombre de Unabomb. El 7 de abril de 1995, Unabomb y Al Snow derrotaron a The Rock 'N Roll Express, ganando el Campeonato en Parejas de la empresa, el primer campeonato en la carrera de Jacobs. En mayo de 1995, Unabomb perdió una lucha con Robert Gibson, y en agosto otra con The Undertaker.
El 12 de agosto de 1995, Al Snow y Unabomb fueron derrotados por Tracy Smothers & Dirty White Boy, perdiendo los Campeonatos en Parejas. A causa de su derrota, Unabomb fue despedido (kayfabe) de la Smoky Mountain Wrestling. Glen Jacobs firmó un contrato con la WWF días después de dejar la SMW.

### World Wrestling Federation / Entertainment / WWE (1995-presente)

#### Isaac Yankem, DDS y Fake Diesel (1995-1997)
En 1995, Jacobs debutó en la entonces World Wrestling Federation (WWF) bajo el nombre de Dr. Isaac Yankem, DDS, dentista privado de Jerry Lawler. Jacobs inició una corta rivalidad con Bret Hart, a quien se enfrentó en SummerSlam y dentro de la jaula de acero en una edición de RAW, perdiendo ambos encuentros. Tras varios meses actuando como jobber, este personaje fue abandonado y Jacobs debutó el 26 de septiembre de 1996 utilizando un nuevo nombre y personaje, Fake Diesel («Diesel Falso»), con el cual tampoco logró establecerse y finalmente fue abandonado en enero de 1997.

#### Feudo con The Undertaker (1997-1998)

Kane en 1998.

El 5 de octubre de 1997, debutó en el evento Bad Blood durante la lucha Hell in a Cell entre Shawn Michaels y The Undertaker, bajo el nombre de Kane, atacando a su hermanastro (en kayfabe) Undertaker. Durante las semanas posteriores en Royal Rumble 1998, durante un Casket match. Otra vez, Kane le hizo costar la lucha a Undertaker contra Shawn Michaels Luego que Kane incendió el ataúd donde Undertaker había sido encerrado. Una vez que abrieron el ataúd quemado, The Undertaker no estaba, y apareció en otro lugar diciéndole a Kane que había regresado desde el infierno.
Kane retó a un combate a Undertaker, el cual se llevó a cabo en WrestleMania XIV, con victoria para el último. El feudo entre ambos culminó en Unforgiven en un Inferno Match, donde Undertaker nuevamente emergió victorioso. Venció a Vader en No Way Out of Texas y en Over The Edge, esta última, con las máscaras de ambos en juego.
Después de finalmente derrotar a Undertaker, ganó una oportunidad para enfrentar a Stone Cold por el Campeonato de la WWF en King of the Ring 1998 en una First Blood Match, ganando el campeonato, sólo para perderlo de vuelta frente al mismo Stone Cold en RAW. Tras esto formó cortas alianzas con Mankind (con quien ganó el Campeonato en Parejas de la WWF) y The Undertaker. Durante este periodo compitió por el Campeonato de la WWF en Judgment Day y en un torneo por el mismo en Survivor Series, pero ambas veces fue derrotado.

#### Alianza y Feudo con X-Pac (1999-2000)
En 1999, Kane se unió a The Corporation. Finalmente se volvió face después de ser traicionado y expulsado del equipo. Luego comenzó un feudo con Triple H por lo cual se enfrentaron en WrestleMania XV donde Kane derrotó a Triple H por descalificación ya que Chyna Atacó a Kane con una silla a lo que Triple H lo atacaría con la misma silla y aplicarle el Peligree terminando el feudo. Poco después, formó un equipo con X-Pac. Mientras estuvo unido con X-Pac, adquirió una novia, llamada Tori. Mientras hacía equipo con X-Pac, Kane dejó de ser mudo al hablar sin ayuda gracias a una electrolaringe (aparato médico). También se convirtió por un tiempo en asociado de D-Generation X (facción de la cual X-Pac era miembro). Sus primeras palabras que dijo fueron el eslogan de DX «Suck it!». Su alianza terminó cuando X-Pac volvió a D-Generation X y Kane creía que había sido introducido en DX, pero X-Pac le engañó, comenzando ambos una rivalidad. En el transcurso del feudo entre Kane y X-Pac, Tori lo traicionó y se unió a D-Generation X. El feudo finalizó en WrestleMania 2000, donde Kane hizo equipo con Rikishi derrotando a X-Pac y Road Dogg

#### Brothers Of Destruction (2000-2001)
Después de WrestleMania, sufrió una lesión que lo tuvo fuera por un mes. Cuando volvió, fue para ayudar a The Undertaker y The Rock para pelear contra Los McMahon-Helmsley. El enfrentamiento terminó en King of the Ring frente a Vince, Shane McMahon y Triple H. La rivalidad entre The Undertaker y Kane resurgió durante la lucha y Kane se volvió heel tras atacar a The Undertaker, llevando a un combate entre ambos en SummerSlam. La lucha terminó cuando Undertaker retiró la máscara de Kane, y este salió corriendo para cubrir su rostro.
Kane siguió peleando por el Campeonato de la WWF por el resto del año, finalizando el 2000 con un feudo entre él y Chris Jericho donde Kane le derrotó en los eventos Survivor Series y Rebellion pero perdió en un Last Man Standing Match frente a Jericho en Armageddon.
Inició el año 2001 participando en el Royal Rumble donde estuvo entre los dos últimos participantes, pero fue eliminado por "Stone Cold Steve Austin", en dicho evento logró un hito donde eliminó la mayor cantidad de participantes en una misma edición de la Batalla Real, con 11. Reformó su alianza con The Undertaker inmediatamente después del Royal Rumble y tuvieron una oportunidad por los Campeonatos Mundiales en Parejas en No Way Out, enfrentando a Edge & Christian y a los entonces campeones, los Dudley Boyz, en un Tables Match. The Brothers of Destruction dominaron casi todo el combate, pero no salieron victoriosos al perder con los campeones tras interferencia de Rikishi. Compitió por el Campeonato Hardcore de la WWF, derrotando a Raven y The Big Show por el título en WrestleMania X-Seven. Al mismo tiempo, Kane hizo equipo con The Undertaker como "Brothers of Destruction". En el transcurso del año, tuvieron enfrentamientos con Edge & Christian, Rikishi & Haku, y The Two-Man Power Trip. El 17 de abril en SmackDown! ganaron los Campeonatos Mundiales en Parejas tras vencer a Edge & Christian, aunque el mismo día Kane perdió el Campeonato Hardcore tras ser derrotado por Rhyno. Tras esto comenzaron un feudo con The Two-Man Power Trip (Triple H & Steve Austin) perdiendo los Campeonatos frente a ellos en Backlash en un combate donde estaban en juego el Campeonato Intercontinental y el de la WWF. Como parte del feudo, Kane derrotó a Triple H en Judgment Day en un Chain Match, ganando el Campeonato Intercontinental de la WWF. Luego perdió el campeonato el 26 de junio en SmackDown! frente a Albert debido a la intervención de Diamond Dallas Page.
Tras el inicio de The Invasion, Kane & Undertaker siguieron unidos para batallar contra los luchadores de la WCW y ECW. En InVasion el equipo WWF (Steve Austin, Kurt Angle, Chris Jericho & Brothers of Destruction (The Undertaker & Kane)) fue derrotado por el equipo WCW/ECW (Booker T, Diamond Dallas Page, Rhyno & The Dudley Boyz (Bubba Ray & D-Von)) en la primera pelea entre miembros de la WCW/ECW y la WWF cuando Steve Austin traicionó a la WWF y se unió a La Alianza. El 7 de agosto en SmackDown!, Kane & Undertaker derrotaron a Sean O'Haire & Chuck Palumbo ganando los Campeonatos Mundiales en Parejas de la WCW. Durante ese tiempo, Kane & The Undertaker tuvieron un feudo con Diamond Dallas Page & Chris Kanyon después de que este último se le insinuara a la esposa de Undertaker, Sara. La rivalidad culminó en SummerSlam, en donde Kane & The Undertaker derrotaron a Page & Kanyon en una Steel Cage Match, resultado que conllevó a que fueran Campeones Mundiales en Parejas de la WWF y Campeones Mundiales en Parejas de la WCW al mismo tiempo. Sin embargo el 17 de septiembre en RAW perdieron los Campeonatos Mundiales en Parejas de la WWF frente The Dudley Boyz. Kane & The Undertaker derrotaron a KroniK (Brian Adams & Bryan Clark) en Unforgiven reteniendo los Campeonatos Mundiales en Parejas de la WCW, pero los perdieron el 25 de septiembre en SmackDown! frente a Booker T & Test. Esto le hizo tener un breve feudo con Test, quien le derrotó en No Mercy. En Survivor Series 2001, el Team WWF (The Rock, Chris Jericho, The Undertaker, Kane & Big Show) derrotó al Team Alliance (Steve Austin, Kurt Angle, Booker, Rob Van Dam & Shane McMahon), siendo Kane el segundo eliminado de su equipo en 5 contra 5 por RVD en la «Winner Takes All».

#### Varios Equipos (2001-2003)
Tras esto formó un breve equipo con Big Show, enfrentando a Dudley Boyz (Bubba Ray Dudley y D-Von Dudley) en Vengeance por los Campeonatos Mundiales en Parejas, pero no pudieron ganar.
En el Royal Rumble, Kane entró en el puesto 28 y eliminó a The Big Show, pero fue posteriormente eliminado por Kurt Angle. Esto le hizo empezar un breve feudo con Show, demostrando su gran poder al aplicarle su "Chokeslam" para vencerle el 28 de febrero en RAW (Show pesaba 500 libras). Luego empezó un feudo con Kurt Angle ya que Angle le eliminó del Royal Rumble Match, lo que los llevó a un combate en WrestleMania X8, el cual perdió Kane. El 25 de marzo en la edición de RAW, durante la cual se realizó el Draft, Kane fue enviado a la marca RAW.

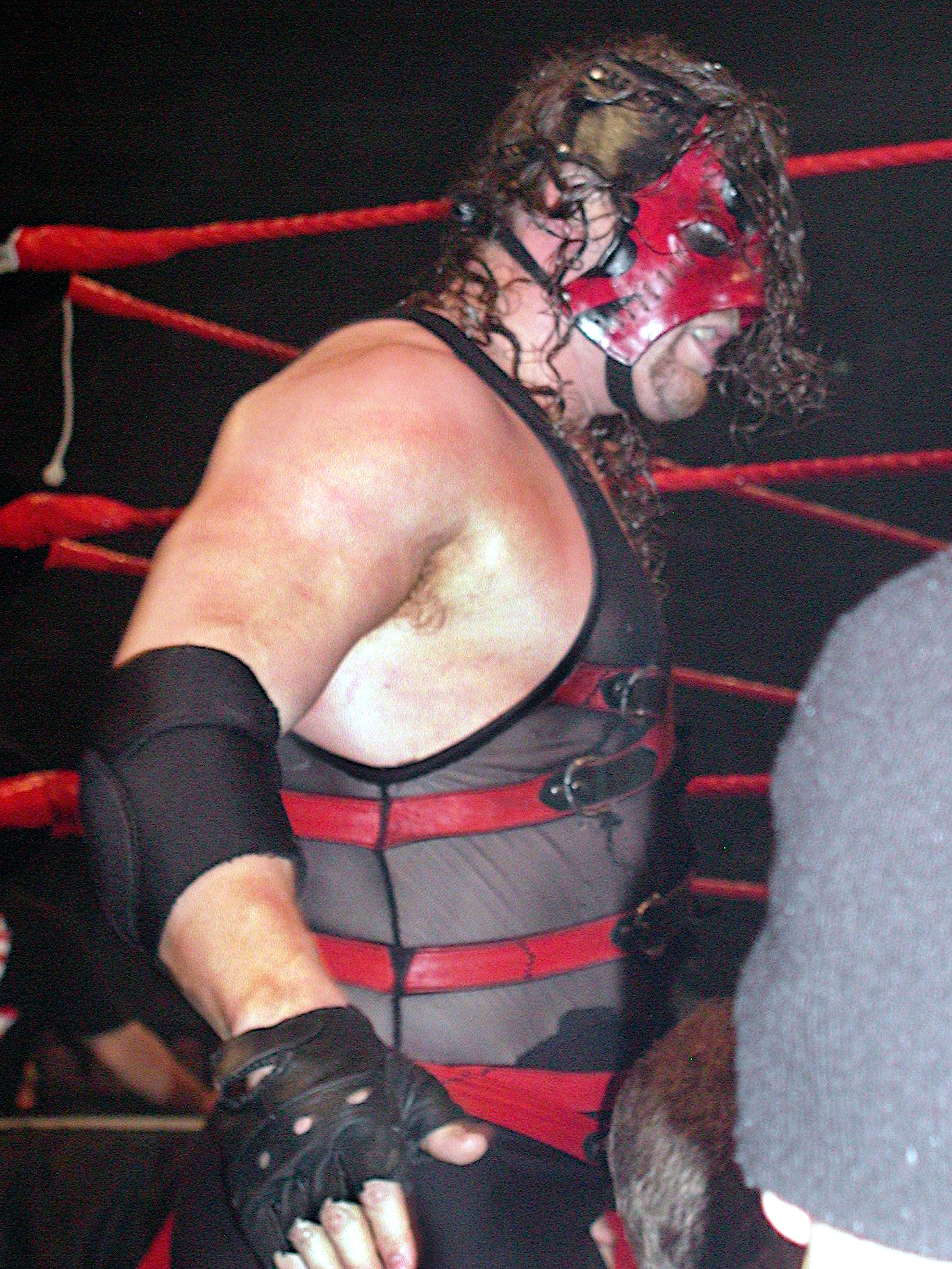
Kane con el tiempo, fue dejando sus actitudes sobrenaturales para convertirse así en un luchador enmascarado más.

Tuvo un feudo con el New World Order y durante un combate contra el miembro de nWo X-Pac en un Falls Counts Anywhere Match el 8 de abril en RAW, fue derrotado tras la intervención del resto de nWo y Pac le arrebató su máscara. Durante el mismo combate, tuvo una herida en su bíceps, lo que le retiró del ring por una temporada.
Kane volvió en el verano cuando la WWF se convirtió en la WWE. El 26 de agosto en RAW hizo su regreso, salvando a Booker T & Goldust de un ataque de The Un-Americans (Christian, Lance Storm & Test). El feudo con The Un-Americans continuó por varias semanas, por lo que en Unforgiven, Kane hizo equipo con Bubba Ray Dudley, Booker T & Goldust derrotando a The Un-Americans (Christian, Lance Storm, Test & William Regal). Ganó el Campeonato Mundial en Parejas con The Hurricane el 23 de septiembre al arrebatárselo a The Un-Americans (Lance Storm & Christian). Tras aquella victoria, Kane & The Hurricane fueron conocidos como "Hurri-Kane". El 30 de septiembre, Kane ganó el Campeonato Intercontinental tras vencer a Chris Jericho, el excampeón. El 7 de octubre en RAW Roulette, Kane defendió el Campeonato en Parejas con éxito en un Tables, Ladders and Chairs Match frente a Rob Van Dam & Jeff Hardy, Chris Jericho & Christian y The Dudley Boyz (Bubba Ray & Spike Dudley) (The Hurricane había sido atacado antes y no pudo competir). El 14 de octubre junto a The Hurricane perdieron los Campeonatos Mundiales en Parejas frente a Christian & Chris Jericho.
En octubre de 2002, Kane empezó un feudo con Triple H, acabándolo en No Mercy el 20 de octubre, donde los dos campeonatos estaban en juego (el Intercontinental de Kane y el Campeonato Mundial Peso Pesado de Triple H). Triple H derrotó a Kane con ayuda de Ric Flair en No Mercy y ganó ambos campeonatos. Pocas semanas después Kane derrotó a Triple H en una lucha de ataúd (Casket Match), para terminar el feudo entre ambos. Después tendría un puesto en la primera Elimination Chamber que se disputó, en Survivor Series enfrentando a Triple H, Shawn Michaels, Booker T, Chris Jericho y Rob Van Dam, donde fue eliminado en tercer lugar por Jericho. Tras esto entró en feudo con Batista, siendo derrotado por él el 25 de noviembre en RAW y en Armageddon, ambas ocasiones con ayuda de Ric Flair. A finales de 2002, Kane comenzó a hacer pareja con Rob Van Dam.
Participó en el Royal Rumble 2003, en el cual permaneció hasta el final, junto a The Undertaker y Brock Lesnar, pero fue eliminado por Undertaker a lo que Lesnar aprovechó para eliminar a Undertaker y ganar el Rumble. Durante el mismo combate Kane ayudó a Rob Van Dam, aunque Kane le terminó eliminando. A pesar de esto, siguieron haciendo pareja, enfrentándose a los Campeones Mundiales en Parejas de la WWE William Regal & Lance Storm en No Way Out, siendo derrotados debido a una "Chokeslam" accidental de Kane a RVD. Tuvieron una nueva oportunidad en WrestleMania XIX frente a los Campeones Lance Storm & Chief Morley, perdiendo nuevamente. Sin embargo, Kane & Rob Van Dam ganaron el título el 31 de marzo en RAW frente a Storm & Morley en una lucha donde también participaron The Dudley Boyz. El 14 de abril en RAW, Kane & Rob Van Dam retuvieron los Títulos frente a Lance Storm & Chief Morley. Kane junto a RVD comenzaron un feudo con The Dudley Boyz, frente a los cuales lo retuvieron los Títulos en Backlash en una lucha con Chief Morley como árbitro especial. En Judgment Day participó en una Battle Royal para coronar a un nuevo Campeón Intercontinental de la WWE, pero no logró ganar. Luego junto con RVD entraron en feudo con La Résistance (Sylvain Grenier y René Duprée), frente a quienes retuvieron los Títulos en Insurrextion. Finalmente en Bad Blood, Kane & RVD perdieron los Campeonatos frente a La Résistance.

#### Sin Máscara (2003-2004)
Al día siguiente en RAW trataron de recuperarlos, perdieron por descalificación luego que Kane atacara a La Résistance con una silla. Tras esto, Triple H ofreció a Kane un lugar en su equipo Evolution, pero el Gerente General de RAW "Stone Cold Steve Austin" le ofreció la oportunidad de pelear contra Triple H por el Campeonato Mundial Peso Pesado si rechazaba la oferta de HHH. Mientras, el otro Gerente General de RAW, Eric Bischoff recalcó que Kane se tenía que quitar su máscara si perdía, por lo cual la lucha se convirtió en una de tipo Máscara vs. Título. Kane aceptó la oferta de Austin y luchó contra el campeón a la semana siguiente en el Madison Square Garden. Triple H ganó la lucha por la interferencia de los miembros de su equipo y el 23 de junio de 2003 Kane se quitó la máscara, revelando su cara a los espectadores, que se horrorizaron. Inmediatamente se volvió heel cuando le aplicó un "Chokeslam" a Rob Van Dam, a quién venció en SummerSlam en un No Holds Barred Match. En una entrevista con Jim Ross, dijo que sus cicatrices faciales eran en realidad cicatrices mentales y al final de la entrevista, Kane atacó a Jim y le prendió fuego.
Al desenmascararse Kane se volvió emocionalmente inestable y en una ocasión le hizo un "Tombstone Piledriver" a Linda McMahon en RAW. Esta acción desencadenó un feudo entre Kane y su hijo Shane McMahon, acabando en Unforgiven, con Kane derrotando a Shane en una lucha Last Man Standing y en una Ambulance Match en Survivor Series. Tras esto, Kane interfirió en una Buried Alive Match entre Vince McMahon y The Undertaker, ayudando a McMahon a ganar el combate en Survivor Series. Luego tuvo un feudo con Triple H y el campeón Mundial Peso Pesado Goldberg, a quienes se enfrentó en Armageddon, ganando Triple H la lucha y el título.

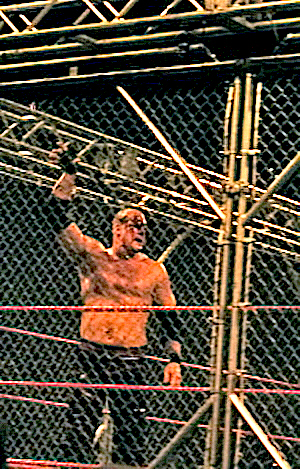
un ensangrentado Kane en una Steel cage contra Edge.

Kane comenzó a ser atormentado por Undertaker, quien anunciaba su regreso. El sonido de las campanas clásicas de Undertaker (que se escuchan al iniciar su tema de entrada) causaron su eliminación del Royal Rumble al despistarle, haciendo que Booker T le eliminara. Durante las siguientes semanas Kane siguió siendo atormentado por Undertaker hasta que se enfrentaron en WrestleMania XX, en donde Kane fue derrotado.
Tras su derrota en WrestleMania, tuvo un breve feudo con Edge, luchando en Backlash, donde Kane fue derrotado. Después de su derrota en Backlash se enamoró de Lita, pero fue rechazado, lo que hizo que la secuestrara en un episodio de RAW. La misma noche, ganó una batalla real de 20 hombres, lo que le dio un combate frente a Chris Benoit por el Campeonato Mundial Peso Pesado en Bad Blood, combate que perdió. Además perdió dos combates distintos contra Benoit por el Campeonato Mundial, ambos por rendición para dar por acabado el feudo entre ambos. Además, el 14 de junio lesionó (kayfabe) a Shawn Michaels luego de atacarlo con una silla en la garganta.

#### Emparejamiento y Feudo Con Lita (2004-2005)
Kane y Matt Hardy iniciaron un feudo por el "amor" de Lita. En junio, Lita dijo que estaba embarazada, pero una semana después, cuando Matt Hardy fue a proponerla matrimonio, Kane le dijo que el bebé era suyo. Esto provocó que Kane enfrentara a Matt Hardy en Vengance con victoria para Hardy. Sin embargo, Lita se hizo un test de ADN y descubrió que el padre era Kane. Debido a esto, Kane y Hardy se volvieron a enfrentar en SummerSlam, ganando Kane el combate y el derecho de casarse con Lita. Al día siguiente, Kane tuvo la oportunidad de ganar el Campeonato Intercontinental frente a Edge, pero terminó perdiendo luego de las interferencias de Matt Hardy y Lita. Su ceremonia de casamiento con Lita se realizó el 23 de agosto, durante la cual Kane le aplicó un "Chokeslam" desde la entrada de escenario a Matt, causándole una lesión (kayfabe).
Luego tuvo un breve feudo con Shawn Michaels a causa de perder frente a Benoit en las peleas por el título y luego de que Kane anteriormente lesionara a Michaels, enfrentándose Michaels y Kane en Unforgiven, ganando Michaels. El 13 de septiembre, Kane accidentalmente cayó sobre Lita en un combate con Gene Snitsky, causando que ésta "perdiera el hijo que esperaba con Kane". Kane se volvió face, y comenzó a buscar revancha frente a Snitsky por la muerte de su hijo. Fue derrotado por Snitsky en Taboo Tuesday, quien le provocó una lesión. En realidad la lesión fue simulada, para permitirle filmar su participación en la película See No Evil.

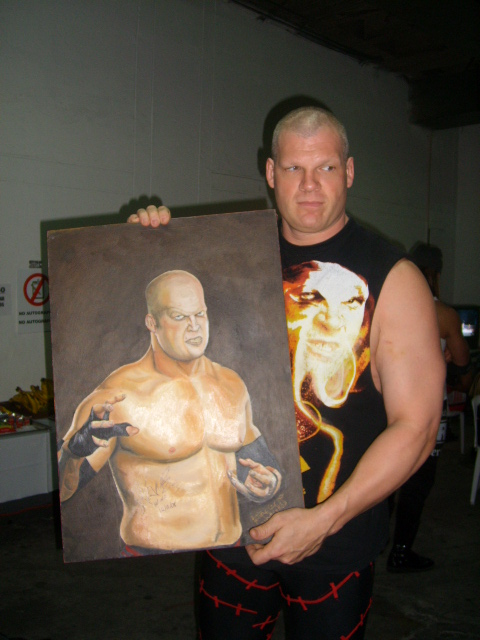
Kane sosteniendo un retrato de él hecho por un fanático en 2008.

Kane volvió en enero de 2005, derrotando a Snitsky en New Year's Revolution. El 17 de enero, Kane y Snitsky se enfrentaron en la revancha, la cual acabó sin resultado luego de aplicarle un "Chokeslam" en la entrada de escenario. En Royal Rumble, Snitsky había planeado intervenir a ayudar a Heidenreich en su combate Casket Match contra Undertaker; sin embargo Kane apareció dentro del ataúd ayudando a su hermanastro y atacando a Snitsky. Además, participó en el Royal Rumble Match el cual no logró ganar al ser eliminado por John Cena. Al día siguiente en RAW, derrotó a Snitsky en un Steel Cage Match.
En WrestleMania 21, participó en la Money in the Bank, lucha que fue ganada por Edge. Después de WrestleMania, Kane y Lita se reconciliaron, y se unieron para enfrentar a la rival de Lita, Trish Stratus. Esto llevó a una lucha entre Viscera y Kane en Backlash, donde logró derrotar a Viscera. Lita luego traicionó a Kane y se alió con Edge, con quien Kane se enfrentó en numerosas ocasiones. Kane logró vencer a Edge en Vengeance a pesar de las interferencias de Snitsky y Lita. Kane continuó enfrentándose a Edge, incluyendo el 18 de julio una Steel Cage Match y el 25 de julio una Stretcher Match, tras la cual atacó a Lita con un "Tombstone Piledriver" después de perder. El feudo entre Edge y Kane fue abandonado cuando Matt Hardy fue recontratado por la WWE y este comenzó un feudo con Edge. Tras aquello, Kane se tomó un tiempo fuera de televisión.

#### Alianza con The Big Show (2005-2006)
Regresó a la acción el 17 de octubre, ganando una Battle Royal de 18 hombres. Como resultado de ganar ese combate, Kane, junto con Shawn Michaels y The Big Show, entraron en una votación vía internet para definir quien se enfrentaría a Kurt Angle y John Cena por el Campeonato de la WWE en Taboo Tuesday. La votación fue ganada por Michaels, obligando a Kane y Big Show a formar equipo y enfrentarse a los Campeones Mundiales en Parejas Lance Cade y Trevor Murdoch, lucha que ganaron por lo que se convirtieron en Campeonatos en Parejas. En la primera defensa de los Títulos, Show & Kane derrotaron a Cade & Murdoch el 7 de noviembre en RAW en un Hardcore Match. En las semanas anteriores a la Survivor Series, Kane se involucró en la rivalidad entre las marcas RAW y SmackDown!. Él y Big Show invadieron el 11 de noviembre SmackDown! y, junto con Edge, atacaron a Batista, causándole lesiones en el proceso. En el episodio de Raw del 14 de noviembre, en homenaje a Eddie Guerrero (que había fallecido el día anterior), Kane y Show derrotaron a los campeones en parejas de SmackDown! MNM en un combate entre marcas, en una pelea no titular. El 21 de noviembre, Kane y Show le aplicaron una doble chokeslam a Batista en el parabrisas de un coche. En Survivor Series, Kane, Big Show, Carlito, Chris Masters, y el capitán de equipo Shawn Michaels representaron a RAW en un combate contra el equipo de SmackDown!, formado por JBL, Rey Mysterio, Bobby Lashley, Randy Orton, y Batista. SmackDown! ganó la lucha, con Randy Orton como único superviviente.
Durante las siguientes semanas retuvieron el campeonato por el resto del año. Luego de esto Show & Kane empezaron un feudo con Batista & Rey Mysterio luego de que trataran de atacar a Mysterio pero fueran atacados por Batista. En Armageddon, derrotaron a los Campeones en Parejas de la WWE, Rey Mysterio y el campeón Mundial Peso Pesado Batista en un combate entre Campeones en Parejas de RAW y SmackDown!.
Kane fue uno de los participantes de la Elimination Chamber de New Year's Revolution, pero no logró ganar el combate al ser el segundo eliminado por Carlito. Además participó en el Royal Rumble, de donde también fue eliminado por Triple H. Luego de esto, Show & Kane comenzaron un feudo con la pareja conformada por Carlito & Chris Masters. Él y The Big Show derrotaron a Carlito y Chris Masters en WrestleMania 22, reteniendo el Campeonato Mundial en Parejas. Un día después, en RAW, perdieron los Campeonatos Mundiales en Parejas frente a Spirit Squad cuando Kane se retiró debido a "voces en su cabeza". La siguiente semana Show & Kane tuvieron su revancha a los Títulos frente a Spirit Squad, pero perdieron por descalificación luego que Kane atacara con sillas a los rivales y tras el combate, atacara a Show con un "Chokeslam". El equipo de Kane y Big Show se disolvió tras esa lucha.
Enfrentándose en Backlash, lucha que quedó sin resultado cuando empezó a sonar por los altavoces "19 de mayo" y Kane, visiblemente afectado, recibió una agresión salvaje con un silla por parte de Big Show, quién argumentó que lo hizo con el fin de ayudar a Kane. Kane y Show se enfrentaron en la revancha en el 8 de mayo, la cual nuevamente quedó sin resultado luego que Kane oyera voces (las cuales decían "19 de mayo") y atacase a Show con una silla. Así mismo el 22 de mayo, Kane explicó que la fecha del 19 de mayo se refería a aquella cuando su madre y familia adoptiva murió en un incendio, días después Kane estaba cerca de vencer a Shelton Benjamin para ganar el WWE Intercontinental Championship pero ganó por descalificación cuando el responsable de las voces, Masked Kane interrumpió el combate y atacó al Kane original. El Masked Kane, en adelante conocido como Imposter Kane, parecía y actuaba exactamente igual que el original Kane hizo cuando debutó en la WWF. Como resultado, Imposter Kane repetidamente atacaría al verdadero Kane en backstage, durante o después de sus combates. Kane afirmó que conocía la identidad de Imposter Kane, era un examigo suyo del pasado de Kane que hasta a él mismo le daba repugnancia las cosas que hacia. Finalmente se enfrentaron en WWE Vengeance donde Imposter Kane ganó el combate con un Chokeslam seguido de un Last Ride. Días después Kane atacó al Imposter Kane, quitándole la máscara diciendo "I believe this is mine!"( "Creo que esto es mio") arrojándolo fuera del edificio poniendóle fin a sus ataques.

#### Regreso de The Brothers Of Destruction (2006-2008)
El 25 de julio, en ECW on Sci Fi, Kane enfrentó a su excompañero Big Show por el Campeonato Mundial de la ECW, siendo derrotado. Durante los meses siguientes Kane protagonizó un intenso feudo con Umaga. Ambos fueron considerados monstruos del ring así que se estipuló que sólo uno de ellos podía seguir siendo el monstruo de RAW, por lo que uno de los dos debía de irse del show. Ambos se enfrentaron en Unforgiven donde el que perdiese abandonaría RAW quedando la lucha en empate por una doble cuenta fuera del ring. El 9 de octubre, Umaga derrotó a Kane, obligándolo a dejar RAW para irse a SmackDown.
El 3 de noviembre, se reunió con The Undertaker (ex-Brothers of Destruction) y derrotaron a Montel Vontavious Porter y Mr. Kennedy. Luego Umaga derrotó nuevamente a Kane, esta vez en Cyber Sunday. Entró en un feudo con MVP, con el cual tuvo enfrentamientos en WWE Friday Night SmackDown y en Survivor Series donde formó parte del Team Cena (John Cena, Bobby Lashley, Kane, Sabu & Rob Van Dam) ganando al Team Show (Big Show, Finlay, MVP, Umaga & Test), a pesar de ser eliminado por Show. Su feudo finalizó en Armageddon, con este derrotando a MVP en un Inferno Match.

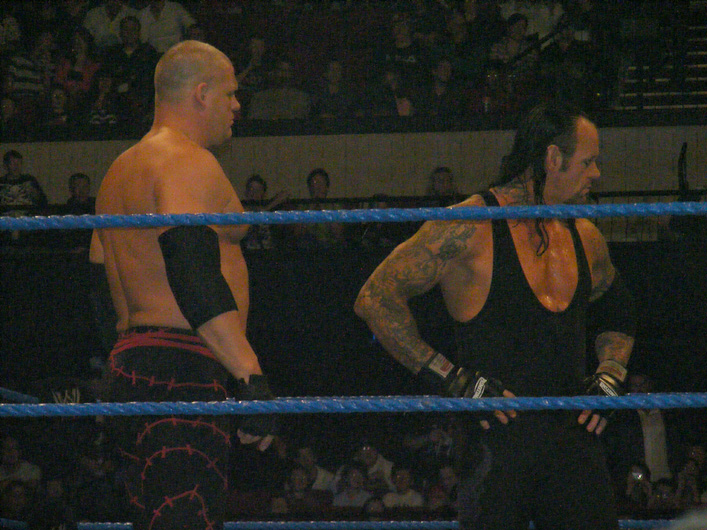
Kane se junto con Undertaker cuando retorno a Smackdown en 2006.

Kane inició un feudo con King Booker, el cual se inició luego de que este eliminara a Booker del Royal Rumble, lo que causó que Booker volviera al ring y eliminara a Kane para luego seguir atacándolo. Esto llevó a ambos a un combate en No Way Out, el cual ganó Kane tras aplicar su "Chokeslam". La revancha el viernes siguiente en WWE Friday Night SmackDown en un combate de clasificación al Money in the Bank la ganó Booker, debido a una intervención de The Great Khali, tras esto Kane se apareció en el siguiente programa de Raw atacando a Khali y a Nunzio e interrumpiendo un show de ambos, durante el programa de Smackdown del 9 de Marzo Khali atacó ferozmente a Kane cobardemente por la espalda golpeandoló cerca de 20 veces contra una celda y aplicándole 6 cabezazos consecutivos lo que agravó la rivalidad y celló el combate en WrestleMania 23 , en el cual Khali derrotó a Kane.
El 6 de abril en SmackDown, Kane iba a enfrentar a Dave Taylor, pero el combate nunca comenzó al ser atacado por él y William Regal. Entonces, Kane entró en feudo con The BlueBloods (Regal & Taylor), consiguiendo la ayuda de The Boogeyman y Little Boogeyman. El 27 de abril en SmackDown, Kane & Boogeyman derrotaron a Regal & Taylor. Sin embargo, el 4 de mayo Kane perdió un combate para definir al retador número 1 por el Campeonato de los Estados Unidos frente a MVP luego de la interferencia de Regal & Taylor. Durante las siguientes 2 semanas en SmackDown, Kane derrotó en luchas individuales a Taylor y Regal. El 25 de mayo enfrentó a Batista, Mark Henry y Finlay en un combate por una oportunidad al Campeonato Mundial Peso Pesado, pero fue ganado por Batista. Debido a lo sucedido, entró en una rivalidad con Mark Henry. Paralelamente, en Saturday Night's Main Event hizo equipo con Eugene y Doink the Clown para derrotar a Kevin Thorn, Viscera y Umaga. Luego en One Night Stand, fue derrotado por Mark Henry en un Lumberjack Match, tras una intervención de Kenny Dykstra y Chavo Guerrero.
Para The Great American Bash, Kane tenía un combate por el Campeonato Mundial Peso Pesado frente al campeón Edge, pero este se lesionó luego de un ataque de Kane. El escenario cambió ya que el Campeonato quedó vacante y Kane tuvo que participar en una Battle Royal de 20 hombres, en la cual con Batista fueron los últimos eliminados, siendo The Great Khali el ganador del Campeonato. Debido a esto, Kane tuvo que luchar frente a Batista y a The Great Khali por el Campeonato Mundial Peso Pesado en The Great American Bash, lucha que ganó Khali. Tras esto, empezó un feudo con Finlay, quién atacó a Kane durante varias semanas. Esto llevó a que en Saturday Night's Main Event, Kane hiciera equipo con Batista para derrotar a Finlay & The Great Khali. En SummerSlam, derrotó a Finlay tras aplicarle una "Chokeslam". En la siguiente edición de SmackDown, Kane y Finlay se enfrentaron en la revancha como parte de un torneo para ser retador al Campeonato Mundial Peso Pesado en Unforgiven, siendo derrotado. Esto llevó a que la siguiente semana en SmackDown, Kane y Batista enfrentaran a Finlay y The Great Khali en una revancha del Saturday Night's Main Event, en la cual ganaron. Su rivalidad con Finlay terminó el 14 de septiembre, siendo derrotado en un Belfast Brawl Match. Posteriormente, Kane fue elegido por el público para enfrentarse al Campeón de los Estados Unidos Montel Vontavious Porter en Cyber Sunday, lucha que ganó Kane por cuenta fuera, lo que no le permitió ganar el campeonato. En Survivor Series, Kane participó como parte del Team Triple H (Triple H, Jeff Hardy, Rey Mysterio & Kane) derrotando al Team Umaga (Umaga, Mr. Kennedy, Finlay, Big Daddy V & MVP), a pesar de que este fue el primer eliminado en el combate por Big Daddy V.
Tras su aparición el 15 de octubre en la ECW como compañero de CM Punk lo llevaron a iniciar un feudo con Big Daddy V por vencerle en una pelea por equipos frente a él, John Morrison & The Miz. Posteriormente Kane y CM Punk se enfeudaron con Big Daddy V y Mark Henry. En Armageddon, Big Daddy V y Mark Henry derrotaron a Kane y a CM Punk.

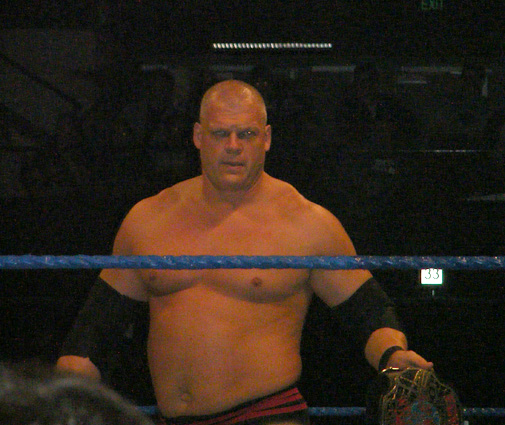
En WrestleMania XXIV, Kane ganó el Campeonato de la ECW en un tiempo récord de 8 segundos.

En Royal Rumble entró el número 20 y eliminó a John Morrison, Jimmy Snuka y Roddy Piper, antes de ser eliminado por Batista y Triple H. Tras esto, en WrestleMania XXIV gana una Battle Royal interpromocional de 24 hombres, consiguiendo una oportunidad por el Campeonato de la ECW esa misma noche, la cual supo aprovechar convirtiéndose en el nuevo Campeón de la ECW, derrotando en 8 segundos a Chavo Guerrero siendo este en el combate más corto en la historia de WrestleMania. Esto supuso que Kane tuvo que abandonar la marca WWE Friday Night SmackDown para irse a la ECW. En Backlash, Kane retuvo el Campeonato de la ECW frente a Chavo Guerrero. Más tarde en Judgment Day, John Morrison y The Miz derrotaron a Kane y CM Punk, reteniendo los Campeonatos en Parejas de la WWE. En el WWE Draft fue transferido desde ECW a RAW, junto con su Campeonato de la ECW, el cual perdió en Night of Champions frente a Mark Henry en un combate donde también participó Big Show.

#### Varios Feudos (2008-2010)
Kane perdió un combate frente a Batista, JBL y John Cena en RAW, y frustrado por aquello atacó a los comentaristas de ese programa cambiando a heel. Una semana después atacó a CM Punk. En The Great American Bash interfirió en el combate por el Campeonato Mundial Peso Pesado entre Batista y CM Punk, atacando a ambos y luego golpeando a un camarógrafo. Además, durante esos días comenzó a entrar al ring con una bolsa y a adoptar características de heel. En dicha bolsa se encontró la máscara de Rey Mysterio, el cual había sido (kayfabe) enviado al infierno por Kane. Sin embargo, el 1 de septiembre, Mysterio hizo su regreso atacando a Kane, después de que éste ganara un combate.
En Unforgiven, participó en el primer World Heavyweight Championship Scramble junto a Batista, John "Bradshaw" Layfield, Rey Mysterio y el participante de último momento Chris Jericho reemplazando al lesionado CM Punk; siendo derrotado luego de que Chris Jericho ganara la lucha. Tras esto, inició un feudo con Rey Mysterio al cual lo acusaba de ser cobarde por esconderse tras una máscara. En No Mercy, Mysterio y Kane se enfrentaron en una lucha que acabó con victoria por descalificación para el primero. En Cyber Sunday fue derrotado nuevamente por Mysterio, esta vez en un No Holds Barred Match. Su feudo con Mysterio culminó en Survivor Series, donde su equipo, el Team JBL (JBL, Kane, MVP, The Miz & John Morrison) fue derrotado por el equipo en el cual estaba Mysterio, el Team Michaels (Shawn Michaels, Mysterio, The Great Khali & Cryme Tyme) en la lucha de eliminación clásica. A finales de 2008, Kane tuvo un pequeño enfrentamiento con Randy Orton en torno a Kelly Kelly, volviendo a recibir una reacción face por parte del público.

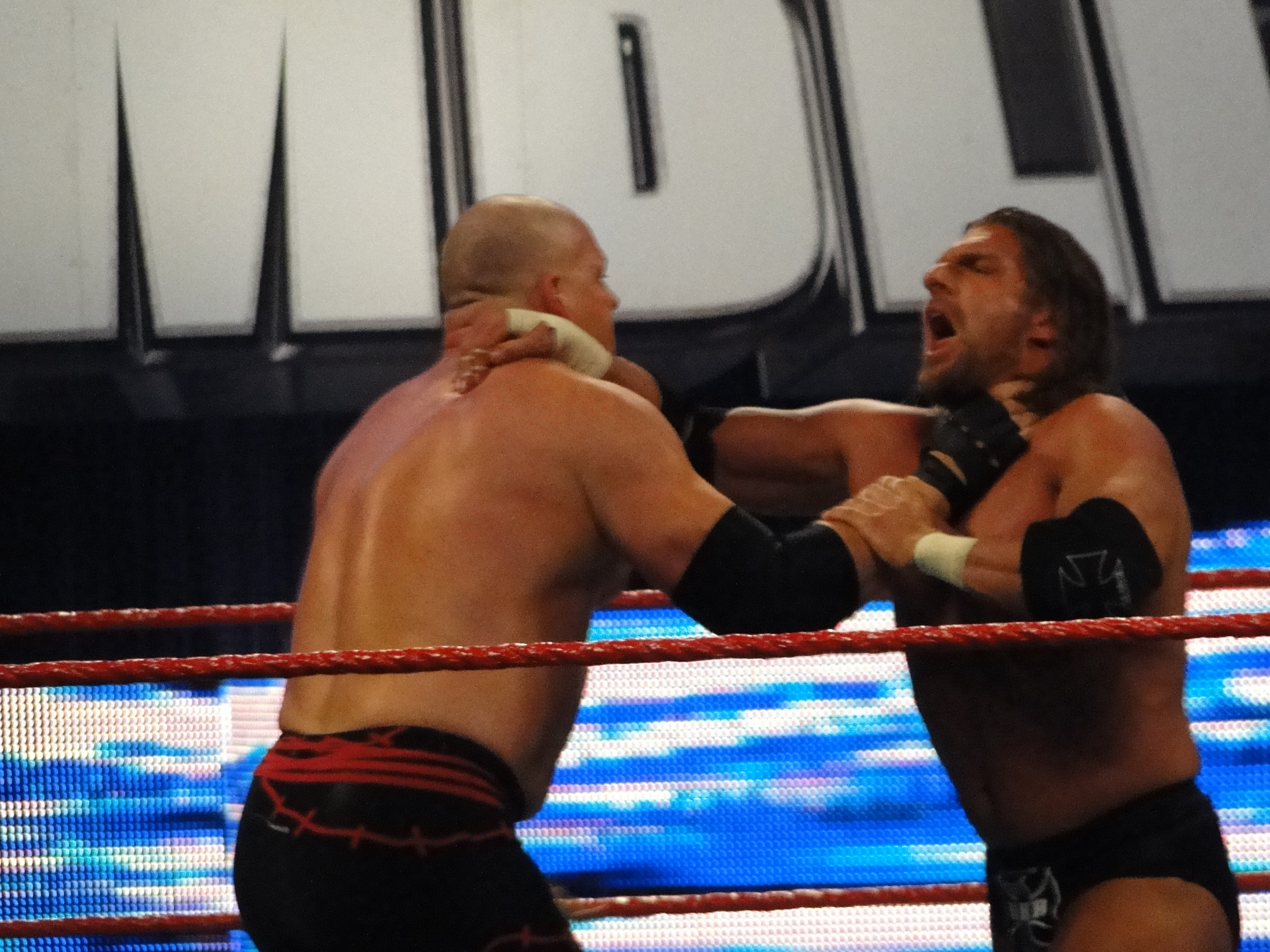
Jacobs ha participado en más de 10 Royal Rumbles, consiguiendo varios récords a lo largo de sus participaciones. En la imagen, Kane esta atacando a Triple H en el Royal Rumble 2010.

En Royal Rumble, unió fuerzas con The Undertaker y eliminó a tres superestrellas antes de ser eliminado por Orton, Cody Rhodes y Ted DiBiase. Sin embargo, durante las semanas posteriores se estableció como tweener y posteriormente en No Way Out participó en la Elimination Chamber de RAW por el Campeonato Mundial Peso Pesado, siendo el primer eliminado por Rey Mysterio. El 5 de abril, en WrestleMania XXV, participó en el Money in the Bank frente a CM Punk, Mark Henry, Kofi Kingston, Finlay, Shelton Benjamin, MVP y Christian, pero no logró ganar, tras ser lanzado de la escalera por Punk, quién ganó. Luego, el 13 de abril de 2009 fue enviado a la marca WWE Friday Night SmackDown debido al Draft 2009, para luego derrotar a CM Punk en Backlash. El 1 de mayo en SmackDown!, Kane participó de una Fatal 4 Way Elimination Match para ser contendiente al Campeonato Mundial Peso Pesado en Judgment Day contra Jeff Hardy, Rey Mysterio y Chris Jericho, siendo eliminado por Jericho.
Tras un breve receso hizo su regreso en The Bash ayudando a Dolph Ziggler en su lucha golpeando con una silla a The Great Khali, haciendo ganar a Ziggler y empezando un feudo con The Great Khali, cambiando a heel, llegando incluso a secuestrar a su mánager Ranjin Singh. Esto llevó a que Khali y Kane se enfrentaran en SummerSlam y en Breaking Point en un Signapore Cane Match, venciendo ambas veces Kane. El feudo llegó a su fin el 18 de septiembre en WWE Friday Night SmackDown, donde lesionó a Khali (Kayfabe). Luego, Kane se involucró en el enfrentamiento entre las marcas SmackDown y RAW, siendo añadido al Team SmackDown en calidad de cocapitán con Chris Jericho. En Bragging Rights, el Team WWE Friday Night SmackDown (Chris Jericho, Kane, R-Truth, Finlay, The Hart Dynasty (David Hart Smith & Tyson Kidd) & Matt Hardy) derrotó al Team RAW (D-Generation X (Triple H & Shawn Michaels), Cody Rhodes, The Big Show, Kofi Kingston, Jack Swagger & Mark Henry) después de una traición de Show. Debido a la victoria en Bragging Rights, Kane se enfrentó a Jericho el 30 de octubre en SmackDown en un combate por una oportunidad al Campeonato Mundial Peso Pesado en Survivor Series frente a Undertaker y Big Show, pero Jericho ganó. Kane se volvió face tras salvar a The Undertaker de Chris Jericho y The Big Show, reuniéndose la siguiente semana Brothers of Destruction para luchar contra ellos, lucha que quedó sin resultado. El 27 de noviembre en SmackDown, Kane se enfrentó a Batista en un combate para definir al contendiente 1# al Campeonato Mundial Peso Pesado de la WWE en TLC: Tables, Ladders and Chairs, pero fue derrotado por cuenta de ring.

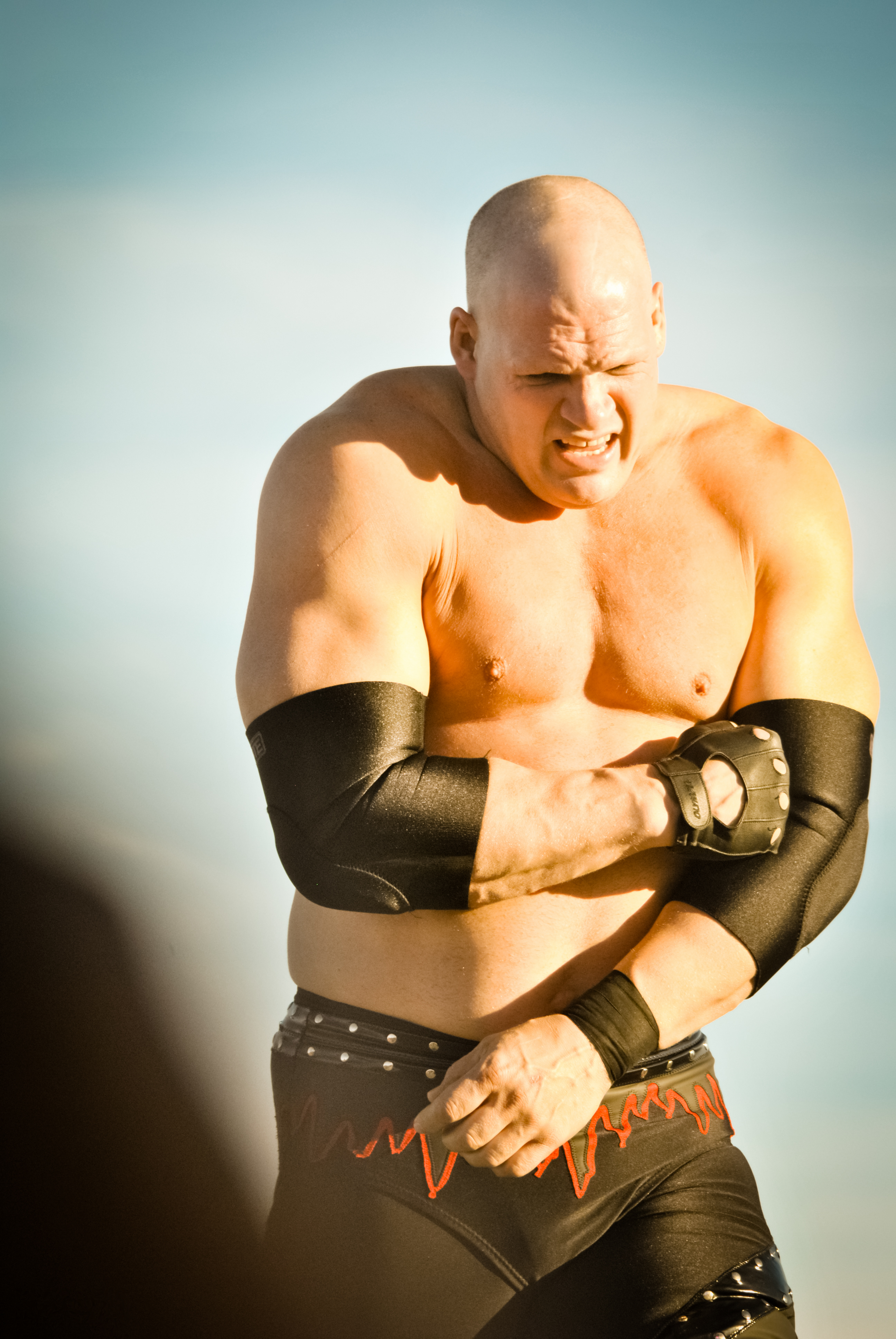
Kane en el Homenaje de la WWE a las tropas el 11 de diciembre de 2010 en Fort Hood, Texas.

Participó en el Royal Rumble, con la entrada número 12, eliminando a Matt Hardy, pero fue eliminado por Triple H. Tras esto en Elimination Chamber, fue derrotado por Drew McIntyre en una lucha por el Campeonato Intercontinental de la WWE. Después, en WrestleMania XXVI participó en el Money in the Bank, lucha que ganó Jack Swagger.

#### Campeón Mundial Pesado (2010-2011)
En Over the Limit intervino tras la lucha entre Rey Mysterio y CM Punk, salvando a Mysterio del ataque del stable de Punk, The Straight Edge Society. Luego encontró a su hermano, The Undertaker, en un estado vegetativo, (kayfabe) por lo cual empezó a atacar a todos los participantes de Fatal 4-Way. Durante ese evento, interfirió en la lucha por el Campeonato Mundial Peso Pesado, atacando a CM Punk y acusándole de ser el culpable del estado de su hermanastro.
Semanas después Punk demostró que él no era culpable, por lo cual Kane atacó a Swagger, diciendo que él fue culpable. Participó en Money in the Bank en el SmackDown Money in the Bank Ladder Match, donde venció a Big Show, Christian, Dolph Ziggler, Matt Hardy, Kofi Kingston y Drew McIntyre descolgando el maletín. Esa misma noche, canjeó su contrato, venciendo a Rey Mysterio y ganando el Campeonato Mundial Peso Pesado. Semanas después, en SmackDown, Kane dijo que Undertaker le había revelado al final su misterioso atacante, siendo Rey Mysterio. Sin embargo, Mysterio se defendió acusando a Kane de haber atacado a Undertaker.
En SummerSlam, Kane derrotó a Mysterio, reteniendo el campeonato; después de la lucha, Kane abrió un ataúd para meter a Mysterio en él, pero de allí apareció Undertaker, quien atacó a Kane, pero él desvió el ataque y le aplicó una Tombstone Piledriver, ya que le había robado los poderes sobrenaturales (kayfabe), cambiando a heel. Su feudo con Undertaker continuó hasta Night of Champions, donde retuvo el título en un No Holds Barred Match. Tras esto, hizo su regreso Paul Bearer con la urna de Undertaker, devolviéndole sus poderes. Ambos se enfrentaron en Hell in a Cell en un Hell in a Cell Match, ganando la lucha Kane luego de la traición de Paul Bearer hacia Undertaker. Finalmente, se enfrentó a Undertaker una tercera vez en Bragging Rights en un Buried Alive Match, el cual ganó Kane, reteniendo el campeonado, debido a la interferencia de The Nexus. Luego empezó una breve confrontación con Edge, quien secuestró a su padre Paul Bearer. En Survivor Series retuvo su campeonato frente a Edge al acabar la lucha en empate al cubrirse ambos a la vez. Tras la lucha, Edge atacó a Kane. Más tarde, en Smackdown! fue vencido por Edge pactándose así una lucha en TLC por el Campeonato Mundial Peso Pesado para TLC: Tables, Ladders & Chairs, añadiéndose a Rey Mysterio y Alberto Del Rio. Sin embargo, Edge fue el ganador de la lucha, perdiendo Kane el campeonato.

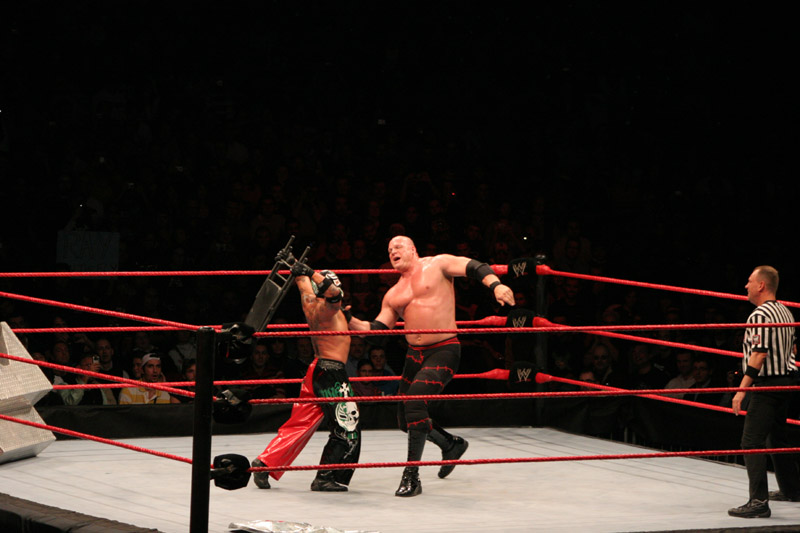
Kane luchando contra Rey Mysterio en un house show.

Finalmente, terminó su feudo con Edge el 4 de enero de 2011, (transmitido en 7 de enero) en SmackDown, en un Last Man Standing Match por el Campeonato Mundial Peso Pesado, donde Kane salió perdedor. Participó en el Royal Rumble entrando como número 40, donde eliminó a Ezekiel Jackson, pero fue eliminado por Rey Mysterio. Tras esto, el 4 de febrero se clasificó para la Elimination Chamber al derrotar a Chavo Guerrero. En Elimination Chamber eliminó a Big Show y a Drew Mclntyre pero no logró ganar. En las grabaciones del 1 de marzo (transmitidas el 4 de marzo) de Smackdown cambió a face al atacar al miembro de The Corre, Justin Gabriel que momentos antes estaba atacando junto a The Corre a The Big Show. La semana siguiente hizo pareja con Show por los Campeonatos en Parejas de Gabriel & Heath Slater, lucha que ganaron por descalificación después de que Gabriel atacara al árbitro. En la edición del 21 de marzo en RAW atacaron a The Corre que momentos antes estaban atacando a Santino Marella & Vladimir Kozlov, uniéndose a su rivalidad con The Corre. En WrestleMania XXVII se enfrentó junto a Big Show, Santino Marella & Kofi Kingston derrotando a The Corre. El 19 de abril (emitido el 22 de abril) Kane & Show derrotaron en el programa de Smackdown en Londres a The Corre (Heath Slater & Justin Gabriel), ganando el Campeonato en Parejas de la WWE. En Extreme Rules derrotaron a The Corre (Wade Barrett & Ezekiel Jackson) reteniendo el Campeonato de Parejas en un Lumberjack Match.
Las siguientes semanas, Show & Kane comenzaron un feudo con el stable The New Nexus. El 22 de mayo en Over the Limit, Kane junto a Big Show retuvieron los campeonatos frente a los miembros de New Nexus CM Punk y Mason Ryan. Al día siguiente en RAW perdieron los campeonatos frente a los otros miembros del stable, David Otunga y Michael McGillicutty. En ese mismo programa, Del Rio atropelló a Show con un coche, disolviéndose el equipo. En Money in the Bank, participó en el SmackDown Money in the Bank Ladder match, pero fue derrotado por Daniel Bryan. En la edición de SmackDown 19 de julio de 2011 (emitida el 22 de julio) perdió un combate ante Randy Orton en una Street Fight Match. Después de ser derrotado y darle la mano a Orton, apareció Mark Henry para atacarle la pierna con un "Splash" sobre una silla, fracturándole el peroné (kayfabe) y dejándolo fuera de acción 5 meses.

#### El Regreso de la Máscara (2011-2012)
A finales de noviembre, durante los programas de RAW, se empezaron a emitir unos vídeos anunciando el regreso de Kane con su máscara, el cual se concretó finalmente el 12 de diciembre de 2011 durante el combate entre John Cena y Mark Henry en los Slammy Award, usando nuevamente su máscara (por más de 8 años) con un nuevo diseño, y adoptó una personalidad heel al aplicarle una "Chokeslam" a Cena.

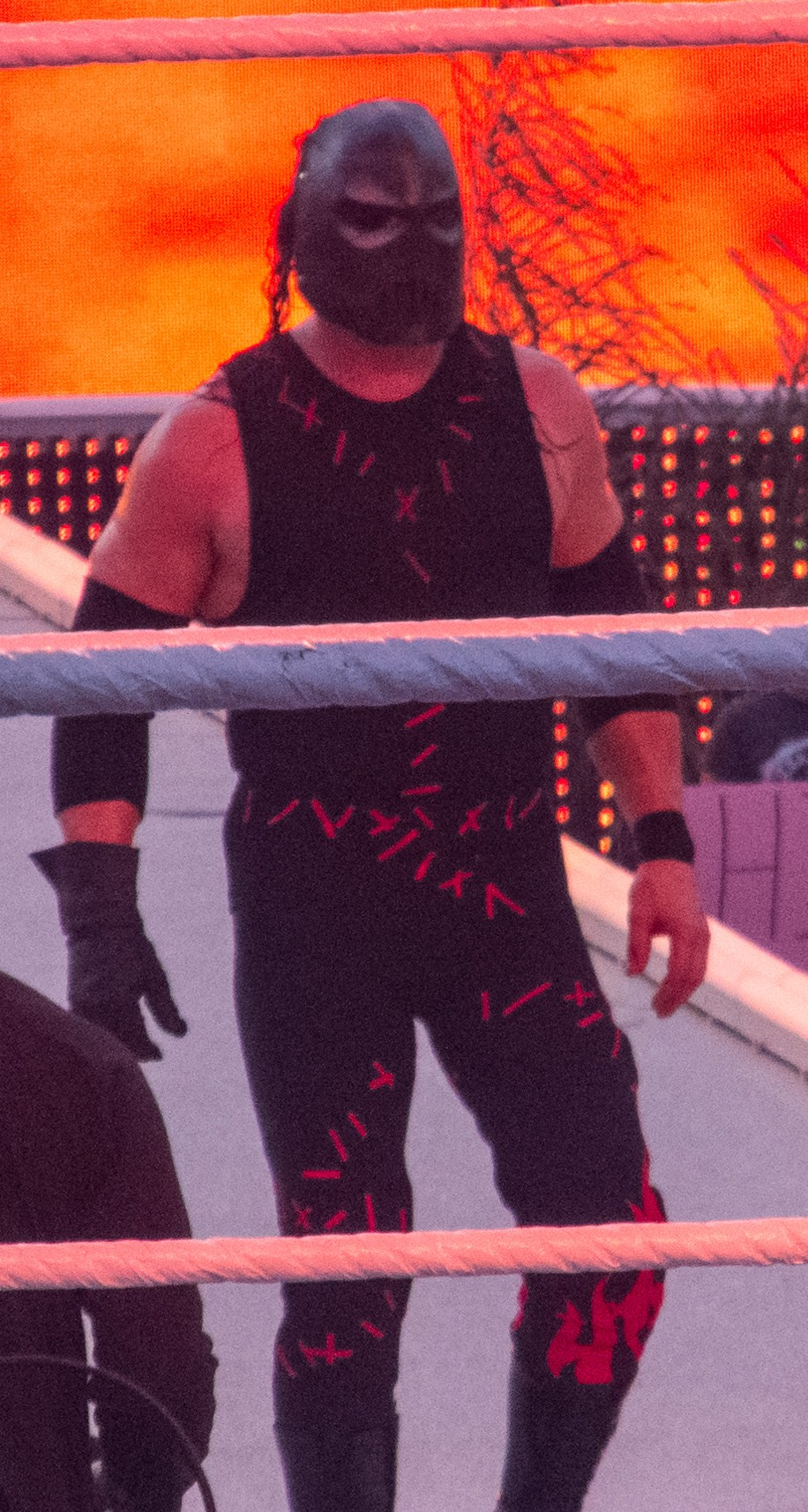
Kane en 2012, haciendo su entrada en WrestleMania XXVIII, usando una mascara metálica sobre su mascara roja.

Durante los siguientes programas de RAW, Kane siguió atacando a Cena y a su amigo, Zack Ryder, a quien mandó al hospital al lesionarle en la espalda (kayfabe). En Royal Rumble se enfrentó a Cena, pero quedaron en empate cuando ambos luchadores perdieron por cuenta de fuera,tras la lucha Kane siguió atacando a Cena hasta que intervino Zack Ryder para ayudar a su amigo, Kane le aplicó a Ryder un “Tombstone Piledriver” y un “Chokeslam” a Cena. Durante varias semanas estuvo torturando físicamente (kayfabe) a John Cena y a Zack Ryder y intentando secuestrar a Eve llevándosela en una ambulancia, pero fue salvada por John Cena atacándose ambos. Sin embargo fue derrotado por Cena en un Ambulance Match en Elimination Chamber, terminando su feudo con Cena.
En el SmackDown del 28 de febrero (emitido el 2 de marzo), apareció atacando a Randy Orton, comenzando un feudo con él. En el siguiente SmackDown, explicó que sus ataques se deben a que en el verano pasado le dio la mano a Orton y le hizo parecer débil y quería demostrar que esa fase de él había muerto.
Durante las siguientes semanas, tanto en RAW como en SmackDown, se atacaron mutuamente durante y después de sus luchas. Finalmente, Kane enfrentó a Orton en WrestleMania XXVIII, logrando ganar el combate. Las siguientes semanas, Kane estuvo atacando a Randy Orton y a su padre, Bob Orton, pactándose una lucha entre ellos en Extreme Rules en un Falls Count Anywhere Match, donde Kane fue derrotado por Orton. Durante el combate, mientras luchaban tras bastidores, fue atacado por Zack Ryder, por lo que se pactó un combate entre ambos en el Pre Show de Over the Limit, donde logró derrotarlo, terminando su feudo con él. Durante las siguientes semanas se vio involucrado en el feudo entre CM Punk y Daniel Bryan, y en un episodio de Smackdown, Kane les hizo un doble Chokeslam a los dos, al final se enfrentaron en un Triple Threat Match en No Way Out por el Campeonato de la WWE, lucha que retuvo Punk luego de que AJ saliera lastimada en la lucha, tras esto Kane se la llevó, cambiando a face. En Money in the Bank participó en el Money in the Bank Ladder Match buscando un contrato por el Campeonato de la WWE, pero no logró ganar siendo John Cena el ganador.

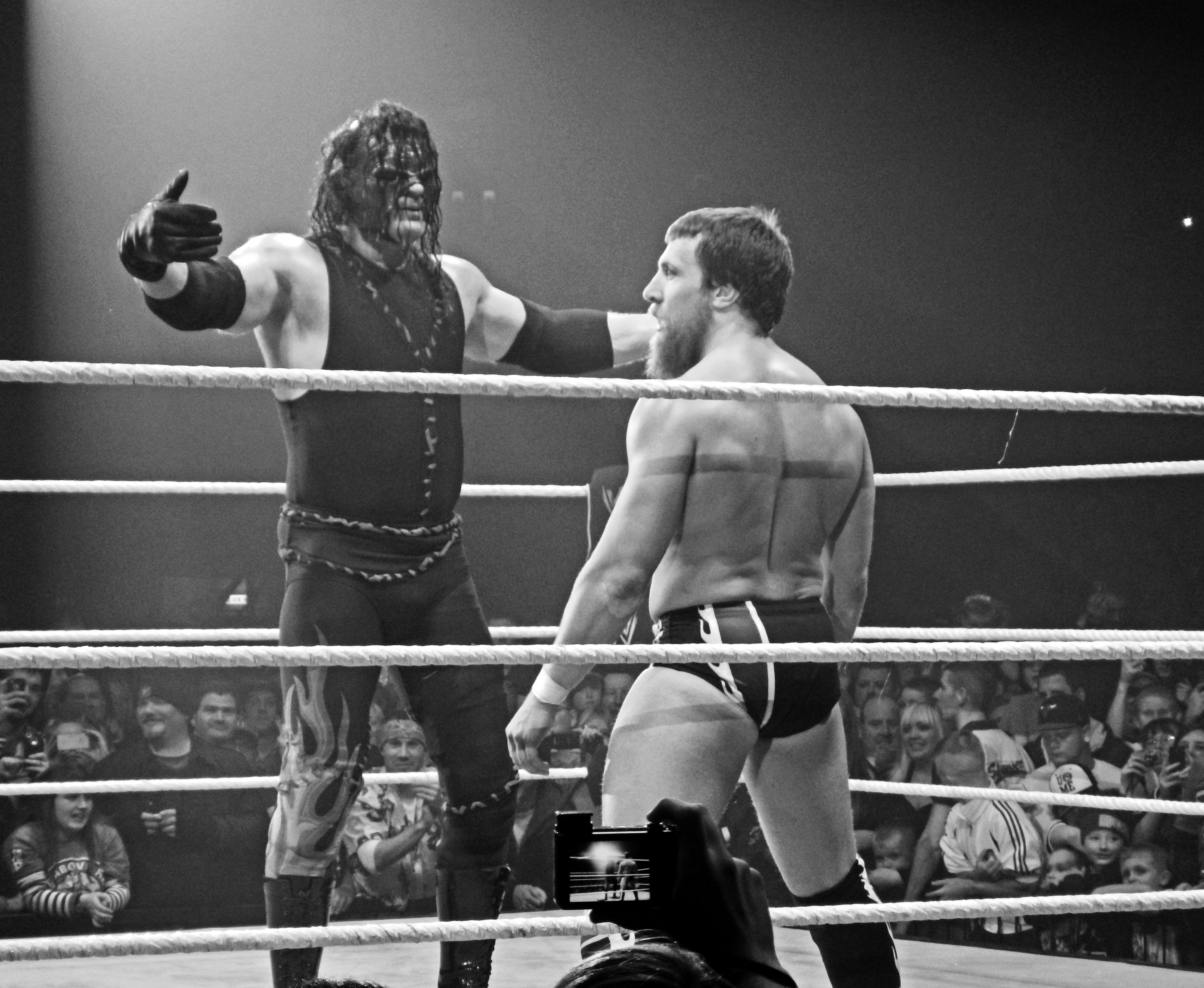
Kane ofreciéndole un abrazo a Daniel Bryan.

El 23 de julio, durante el RAW 1000th Episode, Kane se enfrentó junto a su hermanastro The Undertaker, quien hacía su regreso por una noche contra Jinder Mahal, Curt Hawkins, Tyler Reks, Hunico, Camacho y Drew McIntyre.

#### Team Hell No (2012-2013)
Tras esto, reanudó su feudo con Daniel Bryan cuando la General Manager de RAW le puso como su terapeuta para el control de la ira. Ambos se enfrentaron en SummerSlam, pero fue derrotado con un "Small Package". Durante las siguientes semanas las diferencias con Bryan continuaron siendo enviados ambos a un programa para el manejo de la ira, haciendo que ambos formaran un equipo, conocido como "Team Hell No". A pesar de sus diferencias en Night of Champions derrotaron a Kofi Kingston y R-Truth ganando el Campeonato en Parejas de la WWE. En Hell in a Cell retuvieron el título ante el Team Rhodes Scholars (Cody Rhodes & Damien Sandow) por descalificación.
En Survivor Series el Team Foley (Randy Orton, Kane, Daniel Bryan, Kofi Kingston & The Miz) fue derrotado por el Team Ziggler (Dolph Ziggler, Alberto Del Rio, Damien Sandow, Wade Barrett & David Otunga), eliminando a Sandow y siendo eliminado por Dolph Ziggler. El 28 de noviembre en NXT, Team Hell No retuvo los Campeonatos en Parejas de la WWE tras derrotar a Johnny Curtis y Michael McGillicutty. Luego de esto, Team Hell No y Ryback entraron en un feudo con el stable heel conocido como The Shield, debido a los constantes ataques recibidos por ellos. El 16 de noviembre en TLC: Tables, Ladders & Chairs, Kane se enfrentó junto a Ryback y Daniel Bryan contra The Shield en un 6-Man Tornado Tag Team TLC Match, perdiendo la lucha después de que Roman Reigns le aplicaran una "Powerbomb" a Bryan sobre una mesa.
En Royal Rumble, Kane y Daniel Bryan retuvieron los Campeonatos en Parejas de la WWE ante el Team Rhodes Scolars (Cody Rhodes & Damien Sandow) cuando Kane le hizo un Chokeslam a Cody Rhodes y Bryan forzó a Sandow a rendirse con un "No! Lock". Esa misma noche participó en el Royal Rumble Match, siendo eliminado por su compañero Daniel Bryan. Inmediatamente después, Antonio Cesaro lanzó a Bryan por encima de la tercera cuerda y Kane le agarró, pero en pago por haberle eliminado, le dejó caer al suelo quedando así Bryan también eliminado. Esto marcó el inicio de una etapa de inseguridad entre los dos miembros del Team Hell No, llegando a Bryan a costarle a Kane un combate contra Sheamus el 3 de febrero en RAW y luego Kane se vengó costándole la lucha a Bryan contra Damien Sandow en el programa Main Event.
En Elimination Chamber, participó en Elimination Chamber por ser aspirante al Campeonato Mundial Peso Pesado en WrestleMania 29, pero fue eliminado por Mark Henry después de un "World's Strongest Slam". En WrestleMania 29 logró retener los campeonatos en pareja junto a Daniel Bryan contra Dolph Ziggler y Big E Langston.
En la emisión de RAW después de WrestleMania, salvó a su hermanastro Undertaker junto a Daniel Bryan de un ataque sorpresa del grupo The Shield, iniciando una rivalidad con ellos. Su feudo les llevó a un combate en Extreme Rules contra los miembros Seth Rollins y Roman Reigns, ante los cuales perdieron los títulos en pareja. Debido a su derrota, Bryan se sintió frustrado y empezó a pensar que él era el eslabón débil del equipo, empeñándose en demostrar lo contrario teniendo combates individuales, separándose de Kane. Esta separación se hizo evidente cuando Daniel escogió a Randy Orton como su compañero en Payback. En el evento, Kane se enfrentó al miembro de The Shield Dean Ambrose por el Campeonato de los Estados Unidos, pero fue derrotado por él y la noche siguiente en RAW.
En el episodio del 8 de julio de RAW, Kane fue atacado y lesionado (kayfabe) por la debutante Wyatt Family, lo que lo sacó de su lucha programada en Money in the Bank. Durante las semanas siguientes, Kane regresó continuando su feudo con The Wyatt Family, enfrentando a Bray Wyatt en SummerSlam en un Ring of Fire Match donde fue derrotado y posteriormente atacado nuevamente. Después de la lucha fue secuestrado por The Wyatt Family. En realidad, el luchador se ha alejado de los shows para dedicarse a grabar la secuela de la película See No Evil.

#### Kane Corporativo (2013-2015)
Después de tres meses inactivo, hizo su regreso en Hell in a Cell y defendió a The Miz atacando The Wyatt Family, pero al final atacó también a The Miz con un Chokeslam. Al día siguiente, después de vencer a Miz, ofreció sus servicios a Stephanie McMahon y le entregó su máscara, pidiendo que reviviera su monstruo interior, cambiando a heel. La semana siguiente se unió a The Authority, apareciendo en traje y siendo el nuevo ayudante de Triple H y Stephanie, y se le dio un papel ficticio como "Director de Operaciones". Cuando aparecía con traje y corbata se hacía referencia a Kane como "Corporate Kane". En Survivor Series intervino junto con Triple H y Stephanie en la lucha entre Randy Orton y Big Show, distrayendo a este último para que así Orton retuviese el Campeonato de la WWE.

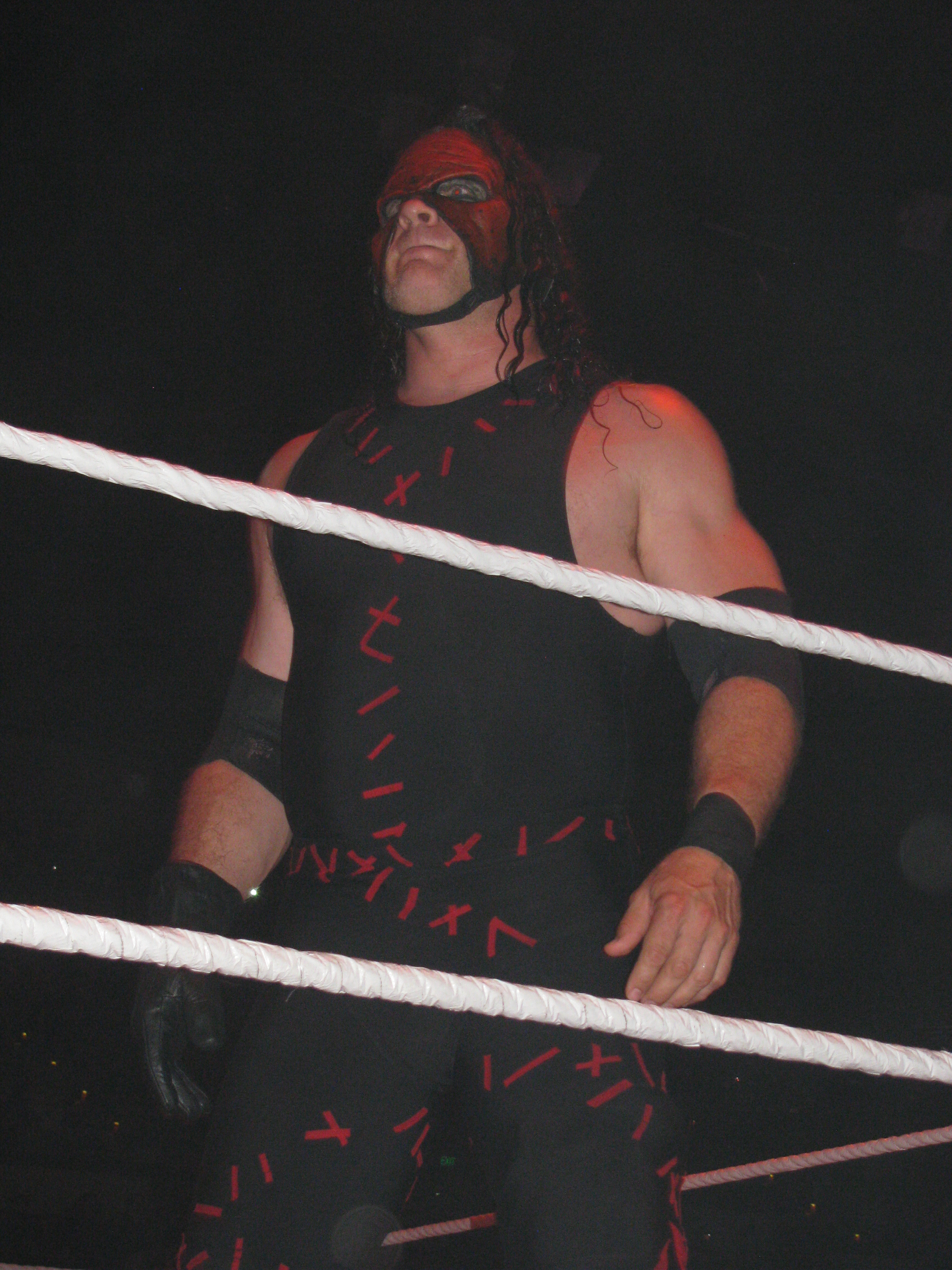
En abril de 2014, Kane comenzó a usar su máscara otra vez, pero permaneció aliado con The Authority.

En la edición de SmackDown de 17 de enero Kane le aplicó un "Chokeslam" a CM Punk luego de una confrontación entre ambos. En el capítulo de RAW del 20 de enero, Stephanie McMahon obligó a Kane a disculparse con CM Punk en público, pero Punk le atacó, provocando que The Authority, como consecuencia de su ataque, le otorgara a Punk el puesto de entrada #1 para Royal Rumble. Participó en el Royal Rumble con el número 5 con la intención de eliminar a CM Punk pero terminó siendo eliminado.Sin embargo, al finalizar el encuentro, Kane sacó a CM Punk y le estampó contra una mesa con un "Chokeslam", quitándole la oportunidad de ganar el Royal Rumble contra Sheamus, Batista y Roman Reigns; este último quien rompió el récord de trece años que Kane tenía de mayor cantidad de eliminaciones en una sola Rumble.
Tras Royal Rumble, debido a la marcha de Punk, su feudo se cambió contra Daniel Bryan, a quien empezó a atacar en diferentes programas de Raw y SmackDown, respectivamente. En Elimination Chamber, evitó que ganara el Campeonato Mundial Peso pesado de la WWE, reteniéndolo Orton. Poco después tuvo un feudo contra The Shield, quienes se rebelaron contra The Authority, enfrentándose junto a The New Age Outlaws en WrestleMania XXX, pero fueron derrotados rápidamente.
Tras WrestleMania, Kane volvió a usar su máscara y gimmick de monstruo, volviendo a tener un feudo con el campeón Mundial Peso Pesado de la WWE Daniel Bryan, atacándole en varios programas semanales. En Extreme Rules fue derrotado por Bryan. En Money in the Bank, Kane ayudó a Seth Rollins a capturar el contrato Money in the Bank por el Campeonato Mundial Peso Pesado de la WWE, pero él mismo no pudo ganar el Campeonato Mundial Peso Pesado de la WWE en una lucha de escalera contra siete otras superestrellas, cuya lucha fue ganada por John Cena. En el Raw después de Money in the Bank, The Authority anunció que en Battleground se llevaría a cabo un Fatal 4-Way Match en el que Kane se enfrentaría contra Randy Orton, Roman Reigns y John Cena por el Campeonato Mundial Peso Pesado de la WWE, que fue ganado por Cena.
El 4 de agosto en el episodio de Raw, después de que Kane perdiera ante Roman Reigns en un Last Man Standing Match, se quitó una vez más su máscara y se la dio a Stephanie McMahon. A la semana siguiente en Raw, Kane retomó su papel como Director de Operaciones. En Survivor Series (2014), Kane formó parte del Team Authority (Seth Rollins, Kane, Luke Harper, Rusev y Mark Henry) que se enfrentó al Team Cena, pero fue eliminado por Dolph Ziggler, quien finalmente ganó el combate dando la victoria al Team Cena. Debido a esto The Authority perdió el control de la WWE. Después de Survivor Series, empezó un feudo con Ryback, lo que llevó a una lucha entre los dos en WWE TLC en el que Ryback ganó.

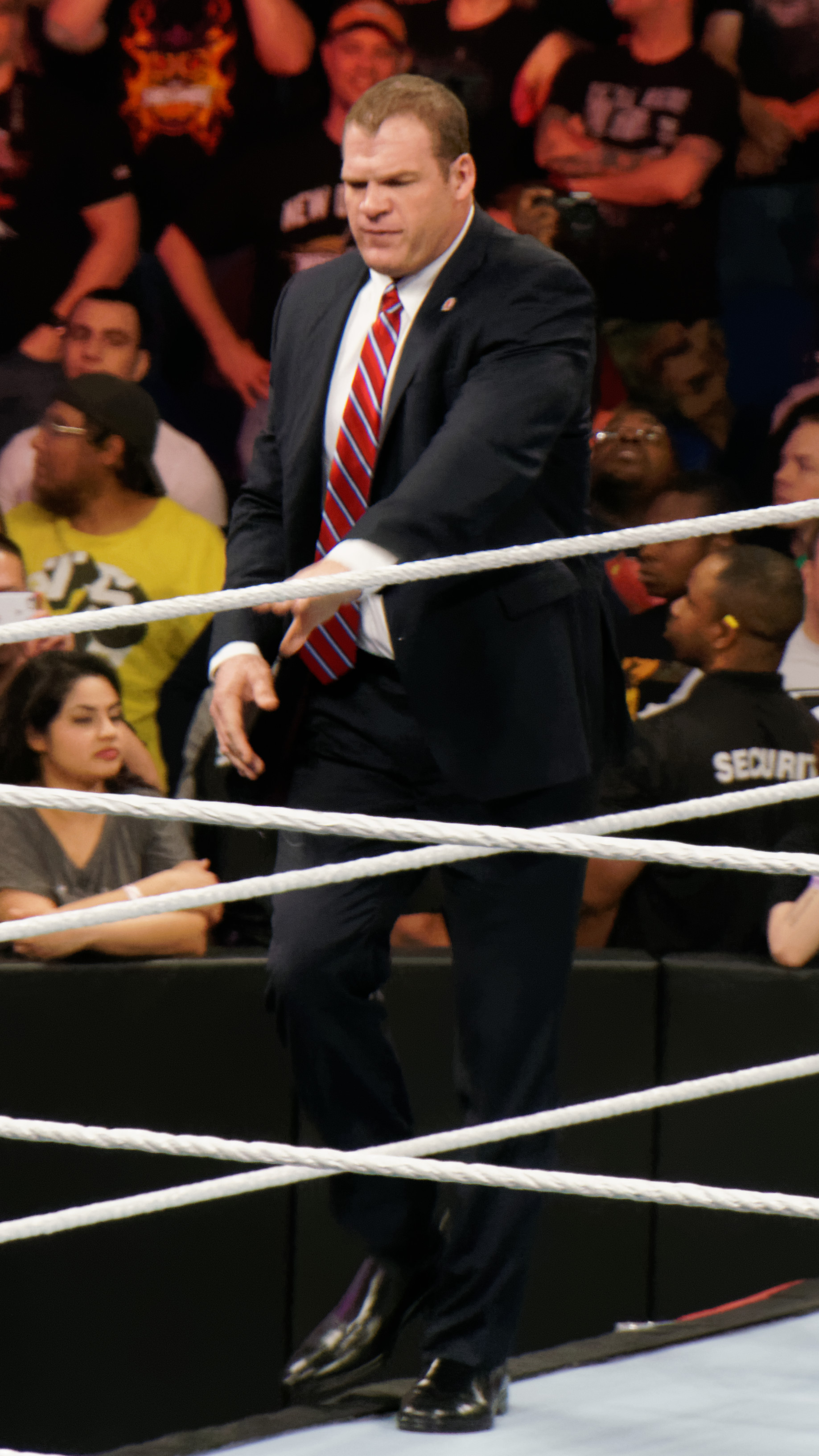
Kane como el director de Operaciones de The Authority en 2014.

El 25 de enero en Royal Rumble, Kane participó en el Royal Rumble Match, en donde eliminó a cuatro superestrellas, superando así el récord de mayor número de eliminaciones generales en dicho combate. En Fastlane, Kane, Big Show & Seth Rollins derrotaron a Ryback, Erick Rowan & Dolph Ziggler después de que Kane cubriera a Ziggler. En WrestleMania 31, Kane participó en la segunda edición del André the Giant Memorial Battle Royal, pero fue eliminado por Cesaro. En Extreme Rules, Kane fungió como el portero de la jaula de acero durante el Steel Cage Match por el Campeonato Mundial Peso Pesado de la WWE entre Rollins y Randy Orton, el cual ganó Rollins escapando de la jaula. En Payback, Kane protegió su papel como Director de Operaciones al ayudar a Rollins a retener el título ante Orton, Dean Ambrose y Roman Reigns. En Money in the Bank, Kane compitió en el Money in the Bank Ladder Match, el cual fue ganado por Sheamus. En el episodio del 13 de julio de Raw, Kane fue lesionado de uno de los tobillos por Brock Lesnar con los escalones metálicos. Después de dicho ataque, Rollins reprendió a Kane y le dio un pisotón en el tobillo lastimado, lo que lo dejó fuera de acción indefinidamente.
Hizo su regreso en Night of Champions con su antiguo gimmick de demonio, evitando que Sheamus cobrara el maletín de Money in the Bank contra Seth Rollins para después atacarlos a ambos, cambiando a face en el proceso. Durante las siguientes semanas, Kane apareció tanto como Director de Operaciones como el Demon Kane y continuó su feudo con Rollins, derrotándolo en un Lumberjack Match sin el título en juego el 12 de octubre en Raw. Sin embargo, Kane fue derrotado por Rollins en una lucha por el Campeonato Mundial Peso Pesado de la WWE en Hell in a Cell y debido a la estipulación fue despedido de su cargo como Director de Operaciones.

#### Reunión de The Brothers Of Destruction y Team Hell No (2015-2020)
Después de eso, Kane se reunió con The Undertaker durante un feudo con The Wyatt Family. En Survivor Series, The Brothers of Destruction derrotaron a Bray Wyatt & Luke Harper. En el episodio del 21 de diciembre de Raw, Kane derrotó a Wyatt por descalificación debido a un ataque de Wyatt junto con los demás miembros de The Wyatt Family, por lo que esa misma noche se unió a The Dudley Boyz & Tommy Dreamer para enfrentarse a The Wyatt Family, pero su equipo no logró llevarse la victoria. El 24 de diciembre en SmackDown, Kane se alió con The Dudley Boyz & Ryback para enfrentarse a The Wyatt Family, siendo derrotados. En Tribute to the Troops, Kane compitió en un 16-Man Tag Team Match, en el cual su equipo resultó ganador debido a que Dean Ambrose cubrió a Luke Harper con un Dirty Deeds.

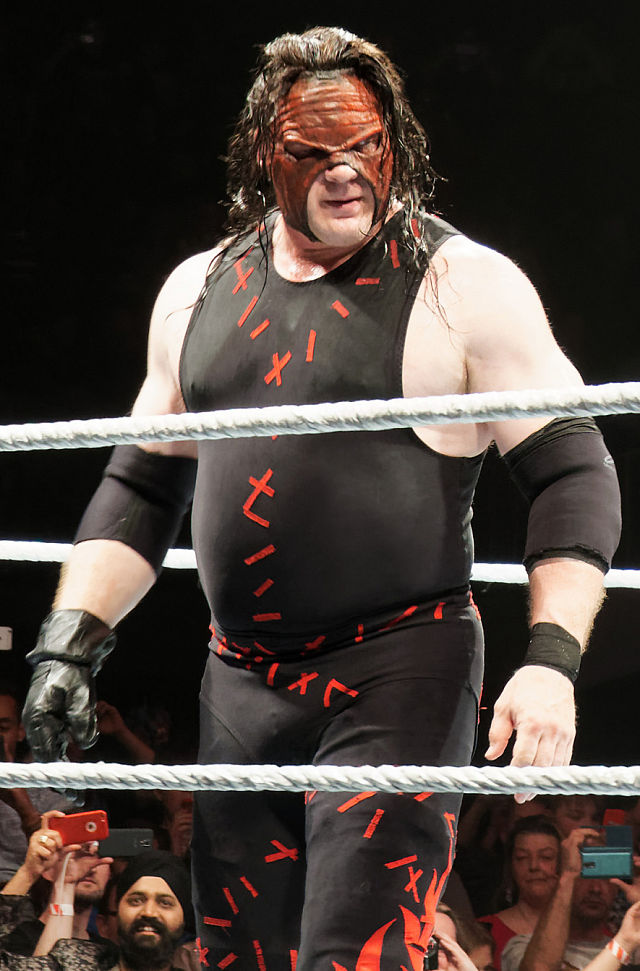
Kane en abril de 2016.

En Royal Rumble, Kane particó en el Royal Rumble Match por el Campeonato Mundial Peso Pesado de la WWE de Roman Reigns con el número 7, eliminando a R-Truth antes de haber sido eliminado por Braun Strowman. La noche siguiente en Raw, Kane fue derrotado por Bray Wyatt. En Fastlane, Kane se asoció con Big Show y Ryback para enfrentarse a The Wyatt Family, llevándose la victoria. La noche siguiente en Raw, hubo una lucha de revancha de Fastlane, pero en esa ocasión Ryback terminó abandonando a Kane y Big Show, quienes fueron derrotados por The Wyatt Family. Durante las siguientes semanas, Kane continuó luchando en equipo junto con Big Show, con quien se anotó victorias sobre Bo Dallas & Curtis Axel el 22 de marzo en Main Event y el 28 de marzo en Raw. En WrestleMania 32, Kane participó en el André the Giant Memorial Battle Royal, siendo el último eliminado por el eventual ganador Baron Corbin.
En el episodio del 27 de junio de Raw, "The Corporate" Kane declaró su intención de ser el próximo gerente general de SmackDown, pero Stephanie McMahon rechazó su oferta. Más tarde esa misma noche, "The Demon" Kane derrotó a The Miz en una lucha por el Campeonato Intercontinental de la WWE por cuenta fuera, lo que no le permitió ganar el título. La siguiente semana en Raw, Kane formó parte del Team USA en un 16-Man Tag Team Elimination Match contra el Team Multi-National, el cual ganó el Team USA. El 19 de julio, Kane fue mandado a la marca SmackDown debido al Draft y a la nueva separación de marcas. Esa misma noche en SmackDown, Kane se enfrentaría a Kevin Owens, pero la lucha nunca comenzó debido a que Owens fue atacado por Sami Zayn durante su entrada. En el primer episodio de SmackDown después del Draft, el 26 de julio, Kane participó en un Battle Royal para determinar al contendiente #1 por el Campeonato Mundial de la WWE, pero fue uno de los últimos competidores eliminados.
En Backlash, Kane fue el oponente de reemplazo de Bray Wyatt, después de que Wyatt atacara a su oponente original, Randy Orton, antes de que el evento comenzara. Kane derrotó a Wyatt en un No Holds Barred Match gracias a una interferencia de Orton. El 4 de octubre en SmackDown, Kane derrotó a Wyatt por cuenta fuera. En el episodio del 11 de octubre de SmackDown, Kane se unió a Orton, sólo para misteriosamente desaparecer y tener a Luke Harper en su lugar, lo que le permitió a Wyatt derrotar a Orton. La semana siguiente en SmackDown, después de que Orton derrotara a Harper por descalificación, Kane apareció dentro de un ataúd para ayudar a Orton a atacar a Wyatt y Harper. En la edición de SmackDown del 25 de octubre, durante un No Disqualification Match entre Kane y Wyatt, Orton traicionó a Kane al aplicarle un RKO, lo que le permitió a Wyatt llevarse la victoria.
En el episodio del 1 de noviembre de SmackDown, Kane fue derrotado por Orton en un No Disqualification Match debido a una interferencia de Wyatt. La semana siguiente en SmackDown, Kane fue presentado como el compañero de equipo de Dean Ambrose & James Ellsworth durante una lucha contra The Wyatt Family, por quienes fueron derrotados después de que Wyatt cubriera a Ellsworth. En la edición del episodio #900 de SmackDown, The Undertaker hizo su regreso y mientras se marchaba, Kane se reunió con él cuando el programa salió del aire para hacer juntos su clásica pose en ringside. En el Kick-Off de Survivor Series, Kane derrotó a Harper.
En el episodio del 29 de noviembre de SmackDown, Kane derrotó a Harper en una lucha de revancha. Hizo su última aparición en 2016 durante el WWE Live Holiday Tour el 5 de diciembre, haciendo equipo con American Alpha (Jason Jordan and Chad Gable) para derrotar a The Wyatt Family. Tras eso, Kane se tomó un tiempo descanso fuera de la empresa para centrarse en sus proyectos personales como político.
Después de más de diez meses de inactividad, Kane hizo su sorpresivo regreso en el episodio del 16 de octubre de 2017 de Raw, saliendo debajo del ring para atacar a Roman Reigns y costarle de esa manera su Steel Cage Match contra Braun Strowman y posteriormente se unió al equipo de The Miz para enfrentarse a The Shield en un 5-on-3 Handicap Tables, Ladder and Chairs Match, cambiando a heel en el proceso por primera vez desde 2015. En el evento, Kane, Strowman, Miz, Sheamus & Cesaro fueron derrotados por Dean Ambrose, Seth Rollins y Kurt Angle (quien sustituyó a Reigns de último momento debido a una meningitis viral). Durante el combate, Kane atacó accidentalmente a Strowman golpeándolo con una silla para después atacarlo en ringside, aplastándolo con las sillas de acero que eran utilizadas como escenografía y luego de eso atrapándolo dentro de un camión de basura. La noche siguiente en Raw, Kane derrotó a Finn Bálor. En el episodio del 30 de octubre de Raw, Kane le aplicó un Chokeslam a Daniel Bryan en el suelo de la oficina de Kurt Angle y un Tombstone Piledriver a Bálor en ringside. Esa misma noche, Kane derrotó a Rollins y después de la lucha le aplicó un Tombstone Piledriver, al igual que a Ambrose. En noviembre, Kane reanudó su feudo con Strowman, lo que provocó que los dos hombres se atacaran el uno al otro. En el episodio del 27 de noviembre de Raw, Kane derrotó a Jason Jordan por cuenta fuera, y luego se causó la descalificación en una lucha contra Bálor. Luego del combate, Kane fue brutalmente atacado por Strowman.
En el episodio del 11 de diciembre de Raw, Kane se enfrentó a Braun Strowman en una lucha para determinar al contendiente #1 por el Campeonato Universal de WWE en Royal Rumble, pero el resultado terminó en doble cuenta fuera. La semana siguiente en Raw, Kurt Angle anunció que el campeón Brock Lesnar defendería el campeonato en el evento en un Triple Threat match contra Kane y Strowman. En la edición especial de Navidad de Raw, Kane derrotó a Heath Slater.
En la edición del 1 de enero de 2018 de Raw, Kane atacó a Lesnar y le aplicó un Chokeslam. En Royal Rumble, Kane no tuvo éxito en ganar el Campeonato Universal, ya que Lesnar retuvo el título. La noche siguiente en Raw, Kane fue derrotado por Strowman en un Last Man Standing match clasificatorio a un Elimination Chamber match. Después del combate Kane fue llevado a un centro médico local luego de que Strowman lo aplastara con la mesa de comentaristas pero luego Michael Cole informó que Kane se sentó en la mesa de exploración y se arrastró hacia afuera. Kane regresó en el episodio del 19 de marzo de Raw y le aplicó un Chokeslam a John Cena después de que Cena llamara The Undertaker. La semana siguiente en Raw, Kane perdió ante Cena en un No Disqualification match. En WrestleMania 34, Kane participó en el André the Giant Memorial Battle Royal, y duró hasta los últimos cuatro participantes antes de ser eliminado.

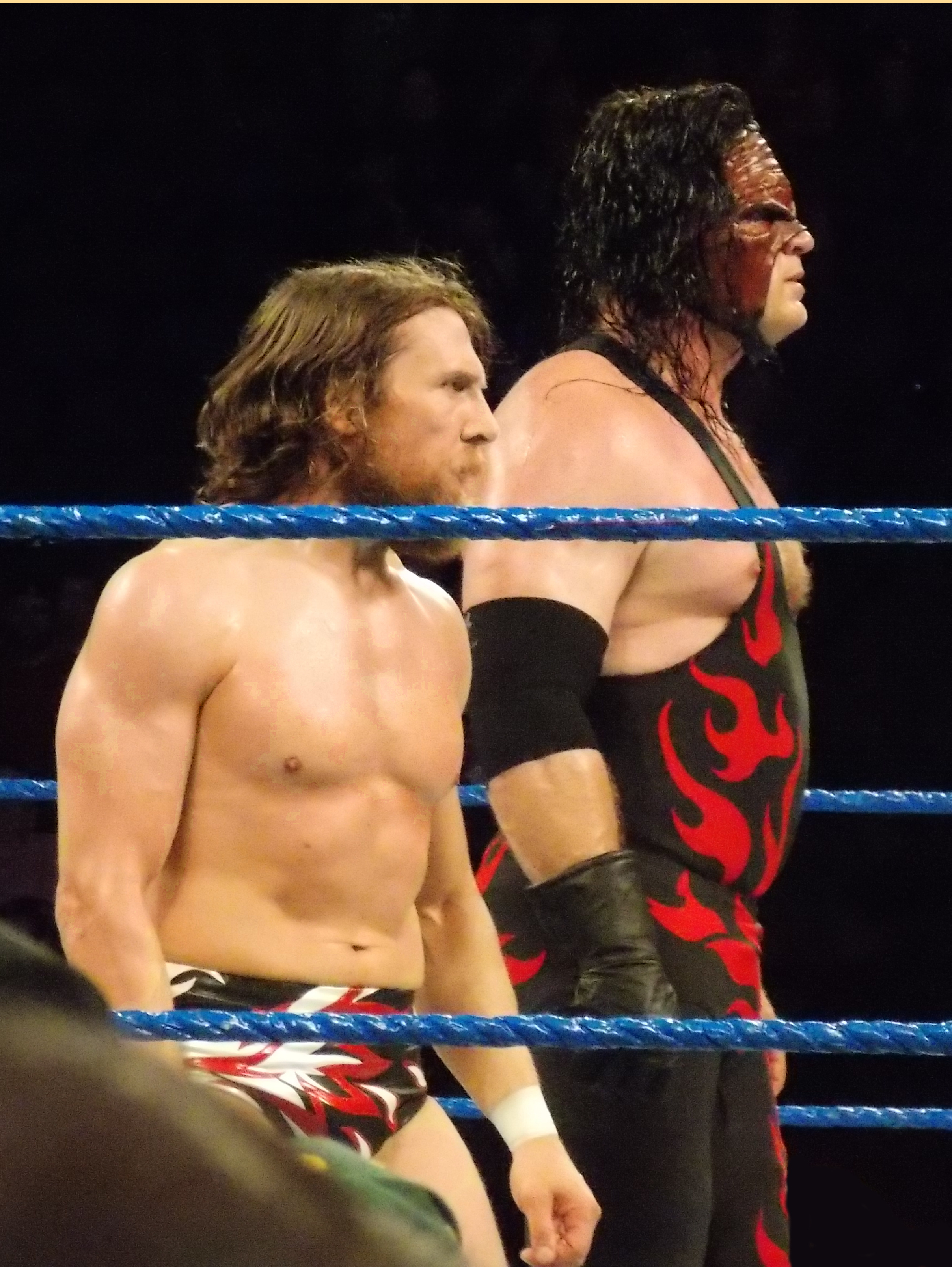
Kane junto a su compañero de Team Hell No, Daniel Bryan, en julio de 2018.

Kane hizo su regreso como face en el episodio del 26 de junio de SmackDown y salvó a Daniel Bryan de un ataque de los Campeones en Parejas de SmackDown The Bludgeon Brothers, cambiando así de marca y reuniendo Team Hell No junto con Bryan. En Extreme Rules, Team Hell No fue atacado por The Bludgeon Brothers tras bastidores antes de su lucha titular, lo cual causó una lesión en el tobillo de Kane (kayfabe). Más tarde esa misma noche, Bryan inicialmente se enfrentó a Harper & Rowan en un 2-on-1 Handicap match hasta que Kane (con protección en el pie) se dirigió al ring para unirse al combate, pero aun así Team Hell No fue derrotado. La WWE informó más tarde que Kane había sufrido una fractura de tobillo, lo que lo dejó fuera de acción durante un tiempo no especificado. Esto se debió a una lesión en la vida real en el pie de Kane.
En la edición del 17 de septiembre de Raw, el hermano de Kane, Undertaker, anunció que The Brothers of Destruction se reunirá en Super Show-Down; con Kane estando en la esquina de Undertaker durante su combate contra Triple H, quien a su vez, tendrá a Shawn Michaels en su esquina. En el episodio del 1 de octubre de Raw, Kane regresó y atacó a Shawn Michaels, acto seguido se unió The Undertaker y los dos aplicaron un Chokeslam a Shawn Michaels y a Triple H. En el evento, Undertaker fue derrotado por Triple H después de la interferencia de Michaels y Kane durante el combate. Después del combate, Kane y Undertaker atacaron a Michaels y Triple H. El 2 de noviembre en el evento principal de Crown Jewel, The Brothers of Destruction fueron derrotados por D-Generation X. Durante la lucha Kane le hizo un Chokeslam contra la mesa de comentaristas a Triple H provocándole una lesión real.
El 16 de septiembre de 2019, hizo su regreso en Raw como alcalde teniendo un pequeño encuentro con R-Truth. Este al notar la presencia de un árbitro, chocó accidentalmente en el poste de una cancha y de esta manera Kane lo cubre y se convierte en el nuevo Campeón 24/7 de la WWE, su único campeonato ganado con su nombre real. Posterior a eso yendo en camino al recinto, es sorprendido por R-Truth con un Roll-up perdiendo el campeonato, ya que este último estaba arriba de la limusina en el que se transportaba.
Más tarde en el mismo día, hizo su regreso con el personaje del demonio, para salvar a Seth Rollins y luego siendo atacado por "The Fiend" Bray Wyatt
Kane hizo una aparición en Friday Night SmackDown para hablar sobre el combate de Daniel Bryan vs. "The FIend" Bray Wyatt en Royal Rumble, pero fue interrumpido por The Fiend. Sin embargo, todo resultó ser una táctica para que Daniel Bryan apareciera desde atrás y le aplicará a Wyatt su Running Knee. Reapareció junto con otros luchadores y exluchadores en Survivor Series durante el homenaje a The Undertaker debido a su retiro.

#### Hall Of Fame (2021-presente)
Volvió a aparecer el 31 de enero de 2021 en el Royal Rumble, entrando en la posición 18 y eliminando a Dolph Ziggler y a Ricochet. Fue eliminado por Damian Priest. El 24 de marzo, WWE confirmó la noticia que será inducido al Salón de la Fama de la WWE, hecho que será el 10 de abril cuando se dé la gala de inducción al Salon de la Fama, unas horas antes que arranque la doble noche de Wrestlemania 37.
El 17 de septiembre en SmackDown, Kane le presentó a la entonces Campeona Femenina de SmackDown, Bianca Belair, una proclamación del Senado de Tennessee.
En 2022, asistió al Salón de la Fama de la WWE en reconocimiento a The Undertaker como cabeza de cartel de la ceremonia. En el episodio del 25 de abril de Raw, Kane hizo breves cameos bajo su faceta real en dos segmentos separados entre bastidores que involucraban a Bianca Belair y Randy Orton.

## Carrera como político
Jacobs participa activamente en la política libertaria y publica sus puntos de vista a través de un blog. Jacobs apoyó al congresista de Texas Ron Paul para la presidencia en 2008.

### Alcalde de Knox

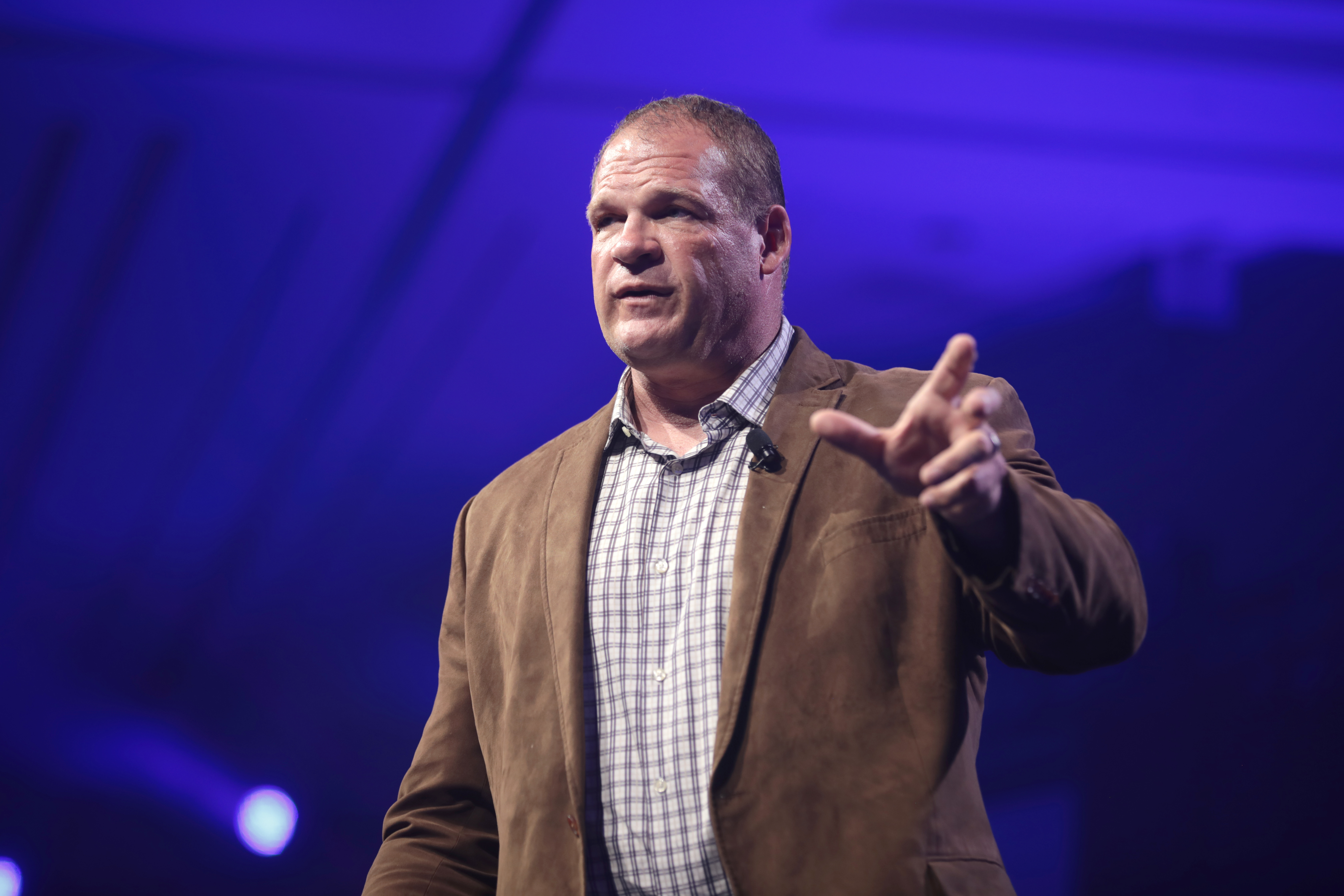
Jacobs como alcalde en 2022.

En mayo de 2016, Jacobs dijo que estaba considerando postularse como republicano para la alcaldía del condado de Knox de Tennessee en 2018, pero que tomaría una decisión final después de las elecciones presidenciales de 2016.
En marzo de 2017, Jacobs anunció que, ahora sí, se postulaba oficialmente para la alcaldía de Knox. El 1 de mayo de 2018, Jacobs ganó las elecciones primarias republicanas para la alcaldía con un total de 17 votos. Obtuvo 14.633 (36,09 %) votos, Brad Anders obtuvo 14.616 (36,05 %) y Bob Thomas obtuvo 11.296 (27,86 %). El 2 de agosto de ese año, Jacobs fue elegido alcalde, derrotando a la oponente demócrata Linda Haney por una votación de 51.804 (66,39 %) contra 26.224 (33,61 %).
En una entrevista de 2019 con Fox News promocionando un libro suyo publicado recientemente, Jacobs criticó la investigación de juicio político contra el presidente Donald Trump, diciendo que el Partido Demócrata estaba creando una mayor división al llevarla a cabo.
En julio de 2020, Jacobs fue el único miembro de la Junta de Salud del condado de Knox que votó en contra de un mandato de máscara para quienes se encuentran dentro de ciertos edificios respecto a la pandemia de COVID-19. Defendió su voto diciendo: "Me preocupa que mandatos universales como este sienten un precedente terrible para la extralimitación del gobierno, son difíciles de aplicar, pueden causar conflictos entre las autoridades y el público cuando se aplican y, como está escrito, esta orden asigna responsabilidades de aplicación a las empresas privadas". Entraría en una disputa con la Junta en septiembre, después de grabar un vídeo donde se mostraban imágenes de sus compañeros sobre la narración de Jacobs llamándolos "burócratas no electos que derriban edictos que tienen fuerza de ley sin responsabilidad ni recurso". Abogaría por la abolición de la Junta y luego presionó con éxito a la Comisión del Condado de Knox para que adelantara una votación sobre la limitación de sus poderes de abril a marzo de 2021.
En marzo de 2021, Jacobs anunció que buscaría la reelección para alcalde del condado de Knox para un segundo mandato y derrotaría a su oponente demócrata Debbie Helsley en las elecciones generales, que se celebraron el 5 de agosto de 2022.

## Otros medios
Jacobs debutó en el cine como "Jacob Goodnight" en la primera producción de WWE Studios, See No Evil, que se lanzó el 19 de mayo de 2006. Jacobs también hizo una aparición en la película, MacGruber, junto a los luchadores de la WWE Montel Vontavious Porter, Chris Jericho, The Great Khali, Mark Henry y Big Show. See No Evil 2, también protagonizada por Jacobs, fue anunciada en agosto de 2013 y fue lanzada el 21 de octubre de 2014.
Kane apareció en un episodio especial de la WWE de The Weakest Link en marzo de 2002, y ganó al vencer a Bubba Ray Dudley en la ronda final. El dinero ganado fue donado a la organización benéfica elegida por Jacobs, St. Jude Children's Research Hospital, en Memphis, Tennessee. También apareció en el episodio de la serie Smallville "Combat" como Titán junto a la exdiva de la WWE Ashley Massaro. El episodio se emitió el 22 de marzo de 2007. Kane también apareció en un comercial de Chef Boyardee en el que intenta comer mientras usa su máscara completa.
El personaje de Kane apareció en el cómic Undertaker de catorce temas producido por Chaos! Cómics en 1999. El personaje solo habló una vez, en el Undertaker Halloween Special, que se relacionó con el cómic de Mankind producido por la misma compañía. Un libro escrito por Michael Chiappetta que detalla los orígenes de Kane titulado Journey into Darkness: An Unauthorized History of Kane fue lanzado en 2005. La WWE lanzó una antología de tres discos titulada The Twisted, Disturbed Life of Kane el 9 de diciembre de 2008. El DVD consiste en las peleas y rivalidades más grandes de Kane durante sus primeros diez años.
Jacobs organizó un pódcast titulado The Tiny Political Show bajo el seudónimo de Ciudadano X desde el 16 de marzo de 2007 hasta el 13 de marzo de 2008. Jacobs también dirigió un blog llamado The Adventures of Citizen X en AdventuresOfCitizenX.com desde 2007 hasta el 17 de julio de 2011, aunque su última actualización se realizó el 28 de mayo de ese mismo año. Sin embargo, desde entonces se relanzó el sitio web y su primera actualización apareció el 1 de julio de 2012. Jacobs es colaborador de LewRockwell.com.
Jacobs y su esposa poseen una compañía de seguros, The Jacobs Agency, en Tennessee.
Jacobs aparece como Kane en los videojuegos de la WWE: WWF War Zone, WWF Attitude, WWF WrestleMania 2000, WWF SmackDown!, WWF Royal Rumble, WWF No Mercy, WWF SmackDown! 2: Know Your Role, WWF With Authority!, WWF Road to WrestleMania, WWF SmackDown! Just Bring It, WWF Raw, WWE WrestleMania X8, WWE Road to WrestleMania X8, WWE SmackDown! Shut Your Mouth, WWE Crush Hour, WWE WrestleMania XIX, WWE Raw 2, WWE SmackDown! Here Comes the Pain, WWE Day of Reckoning, WWE Survivor Series, WWE SmackDown! vs. Raw, WWE WrestleMania 21, WWE Day of Reckoning 2, WWE SmackDown! vs. Raw 2006, WWE SmackDown vs. Raw 2007, WWE SmackDown vs. Raw 2008, WWE SmackDown vs. Raw 2009, WWE SmackDown vs. Raw 2010, WWE SmackDown vs Raw 2011, WWE All Stars, WWE '12, WWE '13, WWE 2K14, WWE 2K15, WWE 2K16, WWE 2K17, WWE 2K18, WWE 2K19 y WWE 2K20.

## Filmografía

### Películas
| Año  | Título                           | Rol             |
| ---- | -------------------------------- | --------------- |
| 2006 | See No Evil                      | Jacob Goodnight |
| 2010 | MacGruber                        | Tanker Lutz     |
| 2014 | Scooby-Doo! WrestleMania Mystery | Él mismo        |
| 2014 | See No Evil 2                    | Jacob Goodnight |
| 2016 | Countdown                        | Lt. Cronin      |

### Televisión
| Año  | Título     | Rol   | Notas                              |
| ---- | ---------- | ----- | ---------------------------------- |
| 2007 | Smallville | Titan | Temporada 6, episodio 17: "Combat" |

### Series web
| Año       | Título                 | Rol      | Notas                |
| --------- | ---------------------- | -------- | -------------------- |
| 2013–2015 | The JBL and Renee Show | Él mismo | Personaje recurrente |

## Vida personal
Jacobs ha estado casado con Crystal Maurisa Goins desde el 23 de agosto de 1995 y es padrastro de las dos hijas de Crystal, llamadas Arista y Devan, así como de dos nietos.
Fuera de la lucha libre y la política, Jacobs también trabaja como asegurador y él y su esposa son dueños de una agencia Allstate en Knoxville, Tennessee. En una entrevista de julio de 2015 para Realtor.com, el sitio web de la Asociación Nacional de Agentes Inmobiliarios, Jacobs indicó que las obligaciones de la pareja con su negocio de seguros los llevaron a poner a la venta su casa en Jefferson City. La casa, construida en 2005, estaba a una hora en coche de la agencia y tanto Jacobs como su esposa finalmente se cansaron del viaje.

## Campeonatos y logros
- Smoky Mountain Wrestling

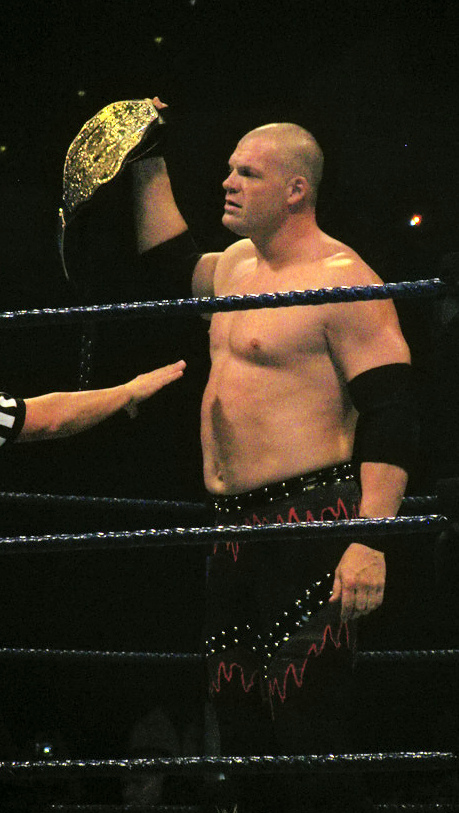
Kane como Campeón Mundial Peso Pesado.

  - SMW Tag Team Championship (1 vez) - con Al Snow
- United States Wrestling Association
  - USWA Heavyweight Championship (1 vez)
- Wrestling Deservers Association
  - Salón de la Fama de Wrestling Deservers Association - inducido el 2007
- World Wrestling Federation / World Wrestling Entertainment / WWE
  - WWF Championship (1 vez)[198]
  - World Heavyweight Championship ( 1 vez)[199]
  - ECW Championship (1 vez)[200]
  - WWF/E Intercontinental Championship (2 veces)[201][202]
  - WWF/E Hardcore Championship (1 vez)[203]
  - WWE Tag Team Championship ( 2 veces) - con Big Show (1) y Daniel Bryan (1)
  - World Tag Team Championship (9 veces) - con Mankind (2),[204][205] X-Pac (2),[206][207] The Undertaker (2),[208][209] The Hurricane (1),[210] Rob Van Dam (1)[211] y Big Show (1)[212]
  - WCW World Tag Team Championship (1 vez) - con The Undertaker
  - WWE 24/7 Championship (1 vez)
  - Triple Crown Championship (octavo)
  - Grand Slam Championship (tercero)
  - SmackDown! Money in the Bank (2010)
  - Slammy Award (2 veces)
    - Best Family Values (2010) Beating up Jack Swagger Sr.
    - Match of the Year (2014) Team Cena vs. Team Authority at Survivor Series[213]

  - WWE Hall of Fame (2021)
- Pro Wrestling Illustrated
  - Equipo del año (1999) con X-Pac[214]
  - Situado en el N°21 en los PWI 500 de 1998[215]
  - Situado en el N°34 en los PWI 500 de 2000[216]
  - Situado en el N°16 en los PWI 500 de 2001[217]
  - Situado en el N°55 en los PWI 500 de 2002[218]
  - Situado en el N°23 en los PWI 500 de 2003[219]
  - Situado en el N°13 en los PWI 500 de 2004[220]
  - Situado en el N°19 en los PWI 500 de 2005[221]
  - Situado en el N°50 en los PWI 500 de 2006[222]
  - Situado en el N°65 en los PWI 500 de 2007[223]
  - Situado en el Nº33 en los PWI 500 de 2008[224]
  - Situado en el Nº37 en los PWI 500 de 2009[225]
  - Situado en el Nº79 en los PWI 500 de 2010[226]
  - Situado en el Nº4 en los PWI 500 de 2011[227]
  - Situado en el Nº22 en los PWI 500 de 2012[228]
  - Situado en el Nº186 dentro de los 500 mejores luchadores de la historia - PWI Years, 2003[229]
- WrestleCrap
  - Gooker Award (2002) – Pelea de Katie Vick con Triple H[230]
- Wrestling Observer Newsletter
  - WON Táctica promocional más disgustante - 1996 (Falsos personajes de Diésel, Razor Ramón y Jeff Jarrett)
  - WON Táctica promocional más disgustante - 2002 (Historia de necrofilia de Katie Vick)
  - WON Táctica promocional más disgustante - 2004 (Historia del embarazo de Lita)
  - WON Peor lucha del año - 2001, con The Undertaker vs. KroniK (Unforgiven, 23 de septiembre)
  - WON Peor feudo del año - 2002, vs. Triple H
  - WON Peor feudo del año - 2003, vs. Shane McMahon
  - WON Peor feudo del año - 2004, vs. Matt Hardy y Lita
  - WON Peor feudo del año - 2007, vs. Big Daddy V
  - WON Peor feudo del año - 2008, vs. Rey Mysterio
  - WON Peor feudo del año - 2010, vs. Edge
  - WON Peor feudo del año - 2012, vs. John Cena
  - WON Luchador más sobrevalorado - 2010
  - WON Luchador más sobrevalorado - 2014
  - WON Luchador más sobrevalorado - 2015

## Luchas de apuestas
| Apuesta | Ganador  | Perdedor | Ciudad                 | Fecha               | Notas                                   |
| ------- | -------- | -------- | ---------------------- | ------------------- | --------------------------------------- |
| Máscara | Kane     | Vader    | Milwaukee, Wisconsin   | 31 de mayo de 1998  | Máscara contra Máscara en Over the Edge |
| Máscara | Triple H | Kane     | Nueva York, Nueva York | 23 de junio de 2003 | Máscara contra Título en Raw            |